# STS-132

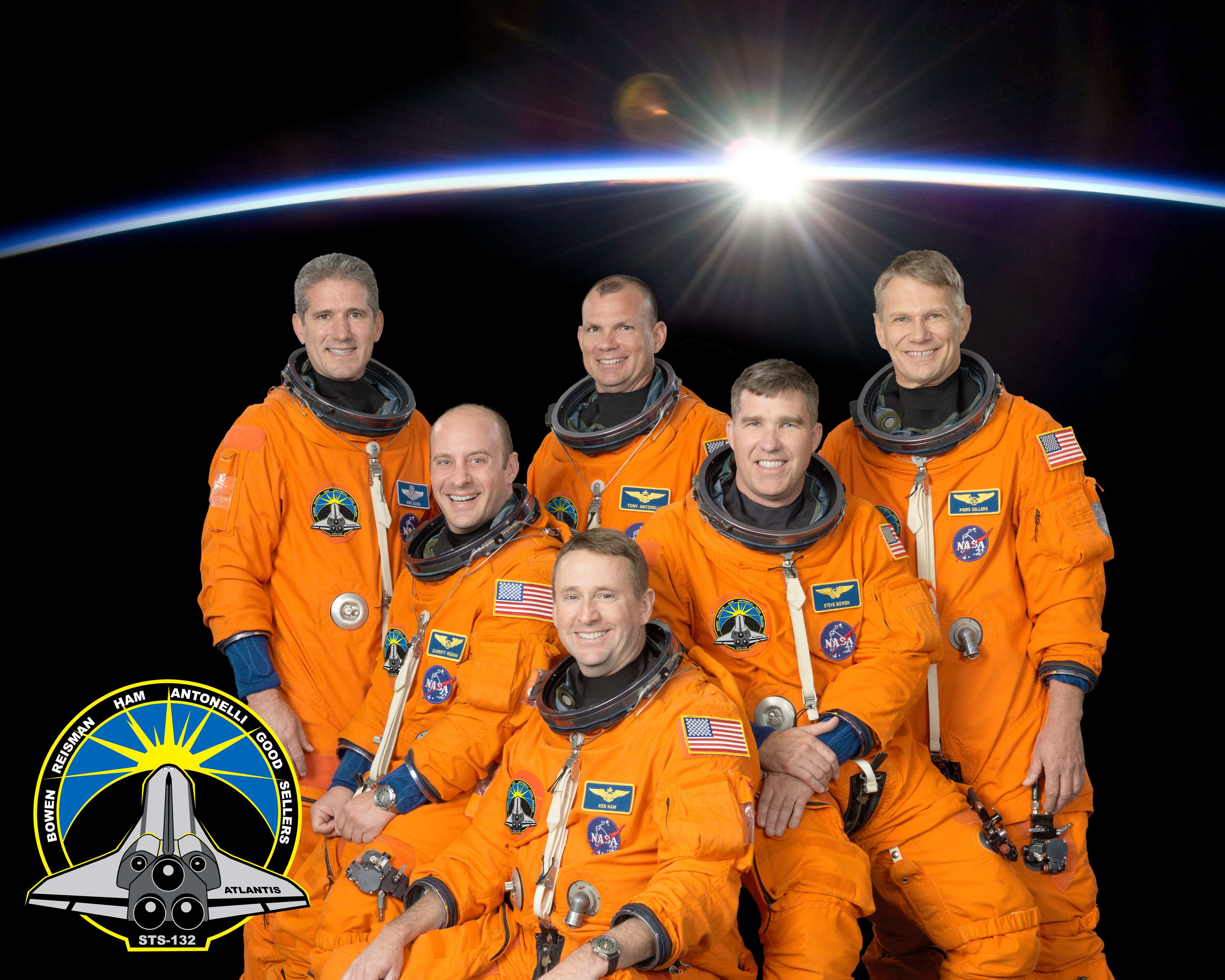
Екіпаж STS-132: Попереду: Кенет Хем, ззаду зліва направо: Майкл Гуд, Гаррет Рейсман, Тоні Антонеллі, Стівен Боуен, Пірс Селлерс

STS-132 — космічний політ шатла «Атлантіс» за програмою «Спейс Шаттл». Продовження збірки Міжнародної космічної станції. 34-й політ шатла до Міжнародної космічної станції. Передостанній політ шатла «Атлантіс».

## Екіпаж
- (НАСА): Кенет Гем (2-й космічний політ) — командир екіпажу;
- (НАСА): Домінік Ентоні Антонеллі (англ. Dominic Anthony Antonelli) (2) — пілот;
- (НАСА): Майкл Гуд (2), фахівець польоту;
- (НАСА): Пірс Селлерс (3) — фахівець польоту;
- (НАСА): Стівен Боуен (2) — фахівець польоту;
- (НАСА): Гаррет Райзман (2) — фахівець польоту.

Усі члени екіпажу мають досвід космічних польотів. Пірс Селлерс здійснив два космічні польоти, решта по одному.

## Мета

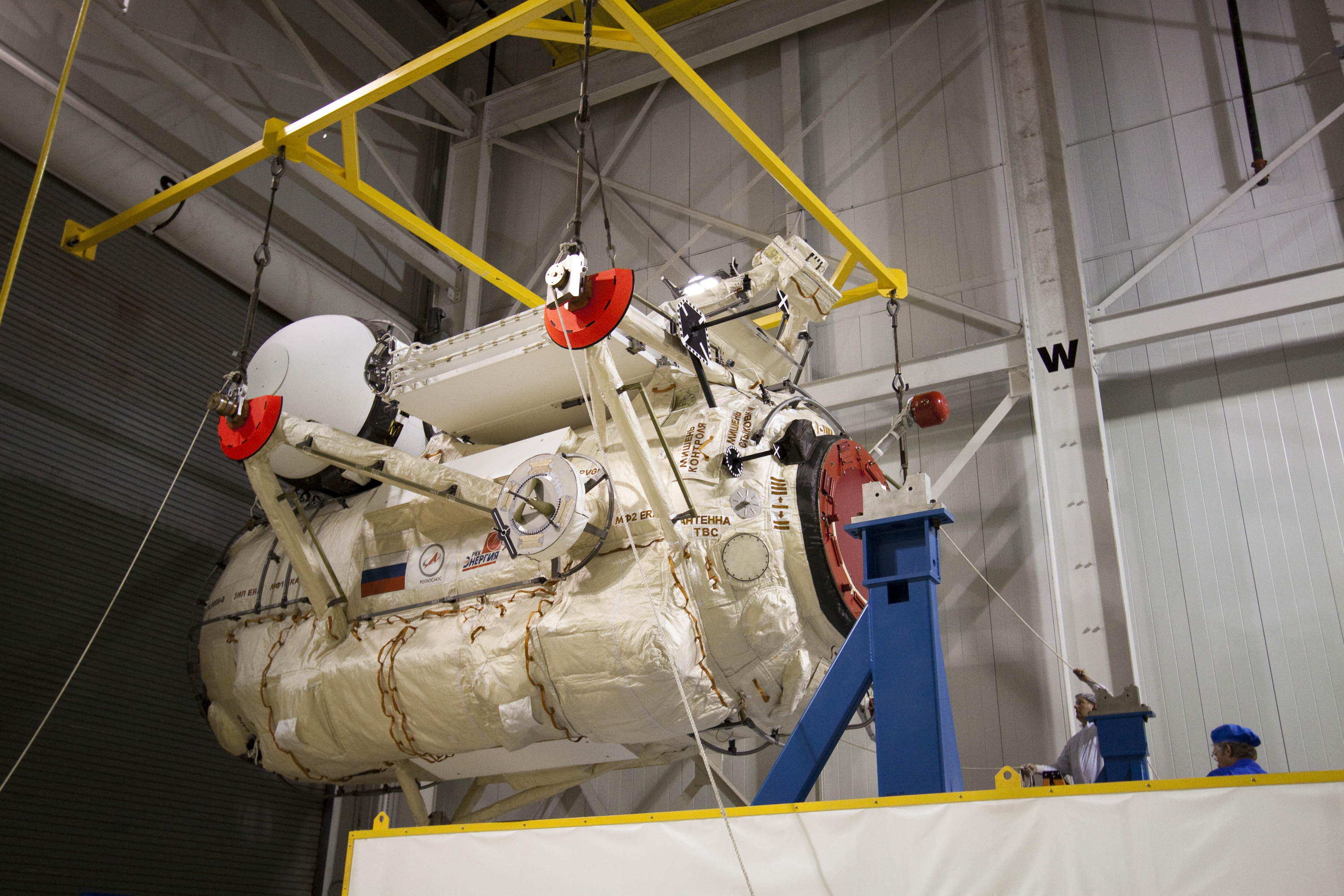
Остаточний вигляд стикувальних — вантажного модуля, перед запуском у космос

Доставка наукового обладнання та запасних частин для МКС, в тому числі: шість нових акумуляторних батарей, запасні частини для канадського робота-маніпулятора «Декстр». Доставка та припасування російського стикувальних — вантажного модуля «Світанок» до нижнього порту модуля «Зоря». Вага модуля «Світанок» становить 7,8 тонни, його довжина 7 метрів. Всередині модуля «Світанок» упаковані російські та американські вантажі для екіпажу МКС загальною вагою близько 1,4 тонн.

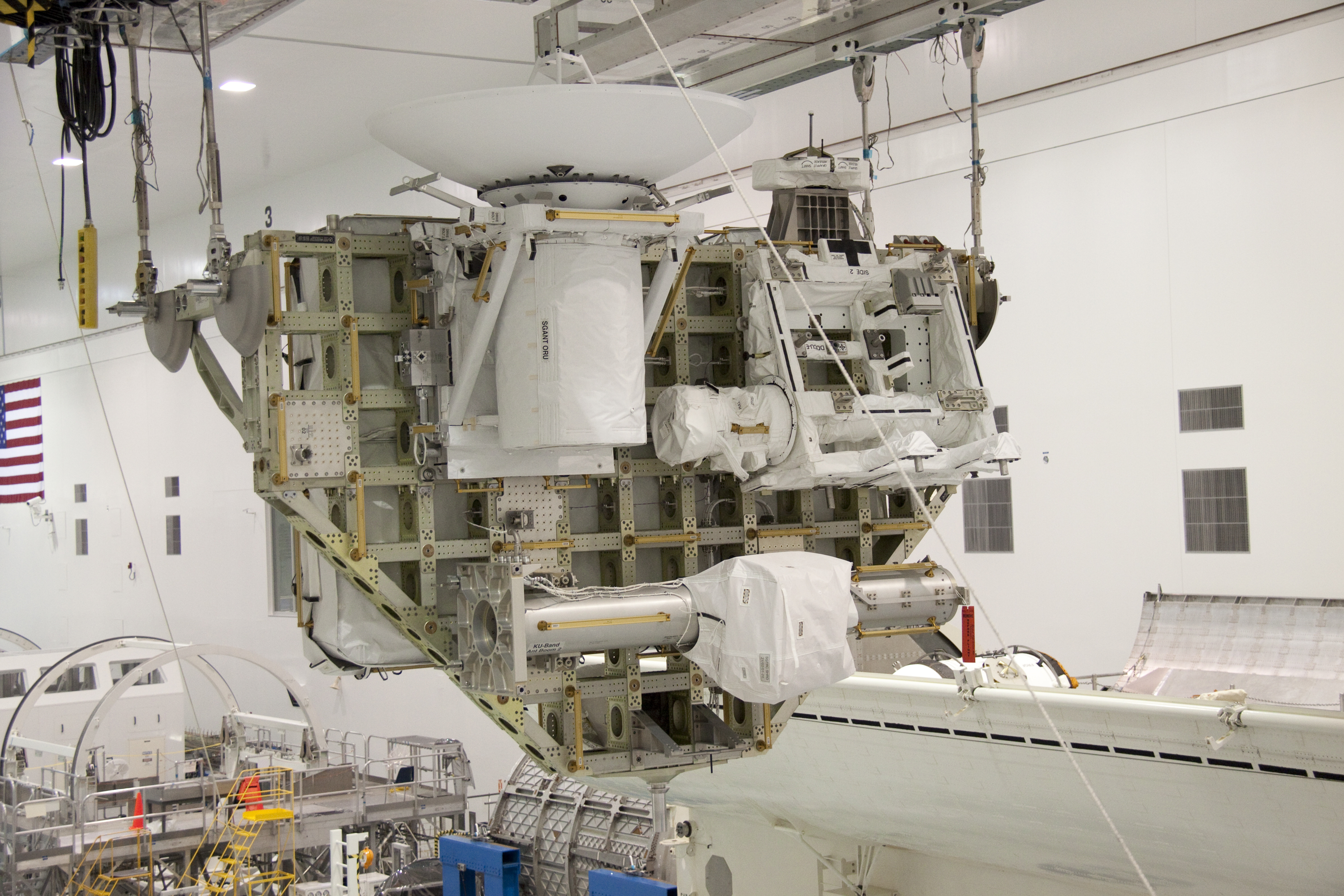
Транспортна платформа з устаткуванням для МКС

 На зовнішній поверхні модуля «Світанок» закріплені радіатор, шлюзовий модуль і запасний ліктьовий елемент європейського маніпулятора ERA. Радіатор, зовнішня робоча платформа, шлюзовий модуль і європейський робот- маніпулятор будуть встановлена на російському багатофункціональному лабораторному модулі «Наука», який планується до установки на МКС у першому кварталі 2012 року.
Під час трьох запланованих виходів у відкритий космос, астронавтам належало замінити шість акумуляторних батарей на сегменті «P6» фермової конструкції станції, встановити антену Ku діапазону і додаткові інструменти на канадському роботі- маніпуляторі «Декстр».
Акумулятори, запасні частини для канадського робота-маніпулятора і антена Ku-діапазону були розміщені на транспортній платформі, на якій знаходилася у вантажному відсіку шатла.

## Виходи у відкритий космос
Під час польоту було здійснено три виходи у відкритий космос.
- Вихід 1 — «Рейсман і Боуен»
- Цілі: Установка антени Ku діапазону, установка додаткових інструментів на роботе «Декстр».
- Початок: 17 мая 2010 року, 11:54 UTC
- Закінчення: 17 мая 2010 року, 19:19 UTC
- Тривалість: 7 годин 25 хвилин.

Це 144-й вихід у космос пов'язаний з МКС.
Це 2-й вихід у космос для Рейсман і 4-й вихід для Боуєна.
- Вихід 2 — «Боуен і Гуд»
- Цілі: Заміна першого комплекту батарей на сегменті Р6.
- Початок: 19 мая 2010 року, 10:38 UTC
- Закінчення: 19 мая 2010 року, 17:47 UTC
- Тривалість: 7 годин 7 хвилин.

Це 145-й вихід у космос пов'язаний з МКС.
Це 5-й вихід у космос для Боуена і 3-й вихід для Гуда.
- Вихід 3 — «Гуд і Рейсман»
- Цілі: Заміна другого комплекту батарей на сегменті Р6.
- Початок: 21 мая 2010 року, 10:27 UTC
- Закінчення: 21 мая 2010 року, 17:13 UTC
- Тривалість: 6 годин 46 хвилин.

Це 146-й вихід у космос пов'язаний з МКС.
Це 4-й вихід у космос для Гуда і 3-й вихід для Рейсман.

## Підготовка до польоту
- 14 травня 2009 року був названий екіпаж місії «Атлантіс» STS-132. Командиром корабля названий Кенет Хем, пілотом — Ентоні Антонеллі, фахівці польоту — Стівен Боуен, Карен Ніберг, Гаррет Рейсман і Пірс Селлерс. Кенет Хем здійснив один космічний політ у травні 2008 року на шатлі «Діскавері» STS-124. Тоні Антонеллі здійснив політ у 2009 році на шатлі «Діскавері» STS- 119. Стівен Боуен здійснив свій перший політ у листопаді 2008 року на шатлі «Індевор» STS-126. Карен Ніберг здійснила політ у травні 2008 року на шатлі «Діскавері» STS-124. Гаррет Рейсман був учасником 16-ї експедицій МКС. Пірс Селлеос втретє летить у космос, до цього він був учасником місій «Атлантіс» STS-112 і «Діскавері» STS-121.
- 11 серпня 2009 року. Спочатку в екіпаж входила Карен Ніберг, але 11 серпня, за точно не названим медичним показанням, вона була виведена з екіпажу. Замість Ніберг в екіпаж призначений Майкл Гуд.

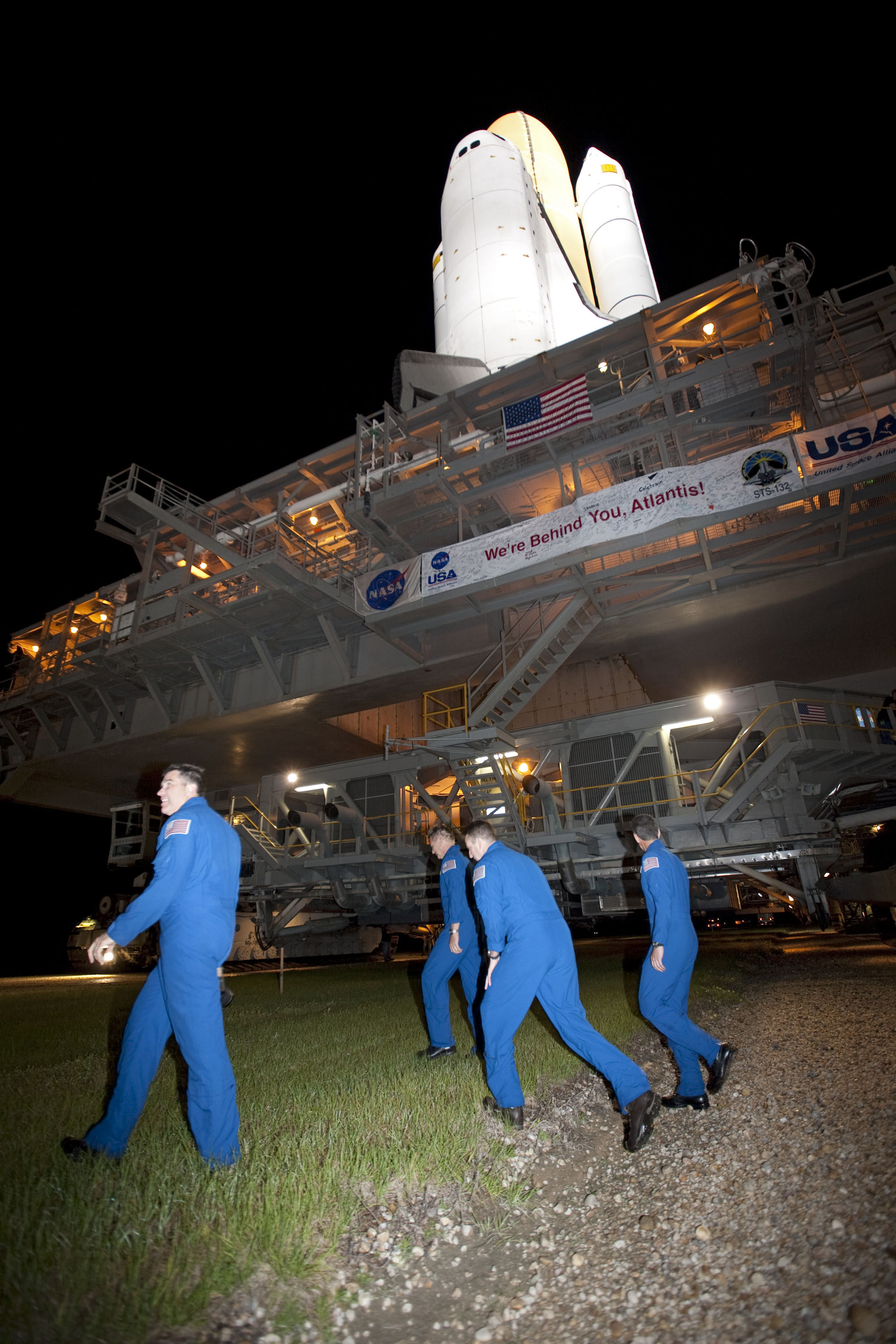
Екіпаж супроводжує «Атлантіс» під час його перевезення на стартовий майданчик

- 13 квітня 2010 року Шаттл «Атлантіс» був перевезений з ангара в будівлю вертикальної збірки, для підготовки до польоту, призначеному на травень 2010 року. Перевезення почалася о 11 годині за Гринвічем (7:00 за місцевим часом) і закінчилася в 15 годин.
- 22 квітня о 10:4 шатл «Атлантіс» встановлено на стартовому майданчику 39А. Перевезення з будівлі вертикальної збірки була затримана на добу через проливні дощі та грози в районі космодрому. Перевезення почалася о 3:31, за місцевим часом о 23:31 21 квітня, і тривала 6 годин 33 хвилини.
- 25 квітня у вантажному відсіку «Атлантіса» був поміщений контейнер з корисними вантажами.
- 5 травня оголошена офіційна дата і час старту шатла «Атлантіс» STS-132 — 14 травня 18:20 за Гринвічем (14:20 за місцевим часом). З 14 по 18 травня було чотири можливості для старту. Якщо з якихось причин старт «Атлантіса» не відбувся б у ці дні, то старт довелося б переносити на кінець червня.

## Опис польоту

### Старт і перший день польоту
18:20 14 травня — 15 травня 00:20

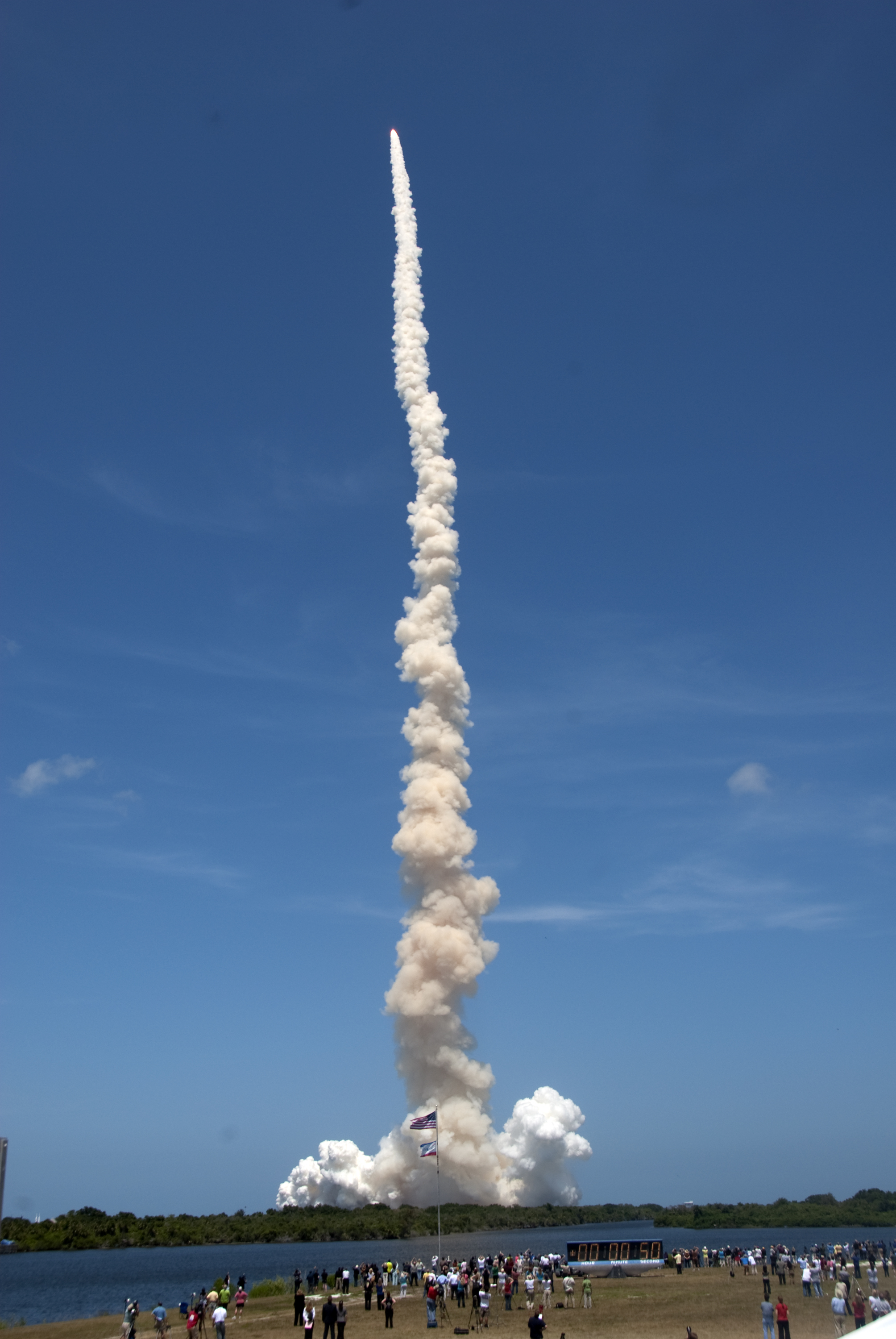
Старт «Атлантіса»

14 травня в 8:55 почалася, розрахована на три години, закачування рідких кисню й водню в зовнішній паливний бак шатла. О 11:56 заправка була закінчена. О 14:30 екіпаж у спеціальному автобусі попрямував до стартового майданчика 39А, на якій встановлено «Атлантіс». Через 15 хвилин екіпаж прибув на стартовий майданчик і на ліфті піднялися на висоту 59 метрів (195 футів) до вхідного люка «Атлантіса». Першим своє місце в кабіні шатла зайняв командир екіпажу Кенет Хем. За ним послідували: Стівен Боуен, Тоні Антонеллі, Пірс Селлерс, Гарретт Рейсман і Майкл Гуд.

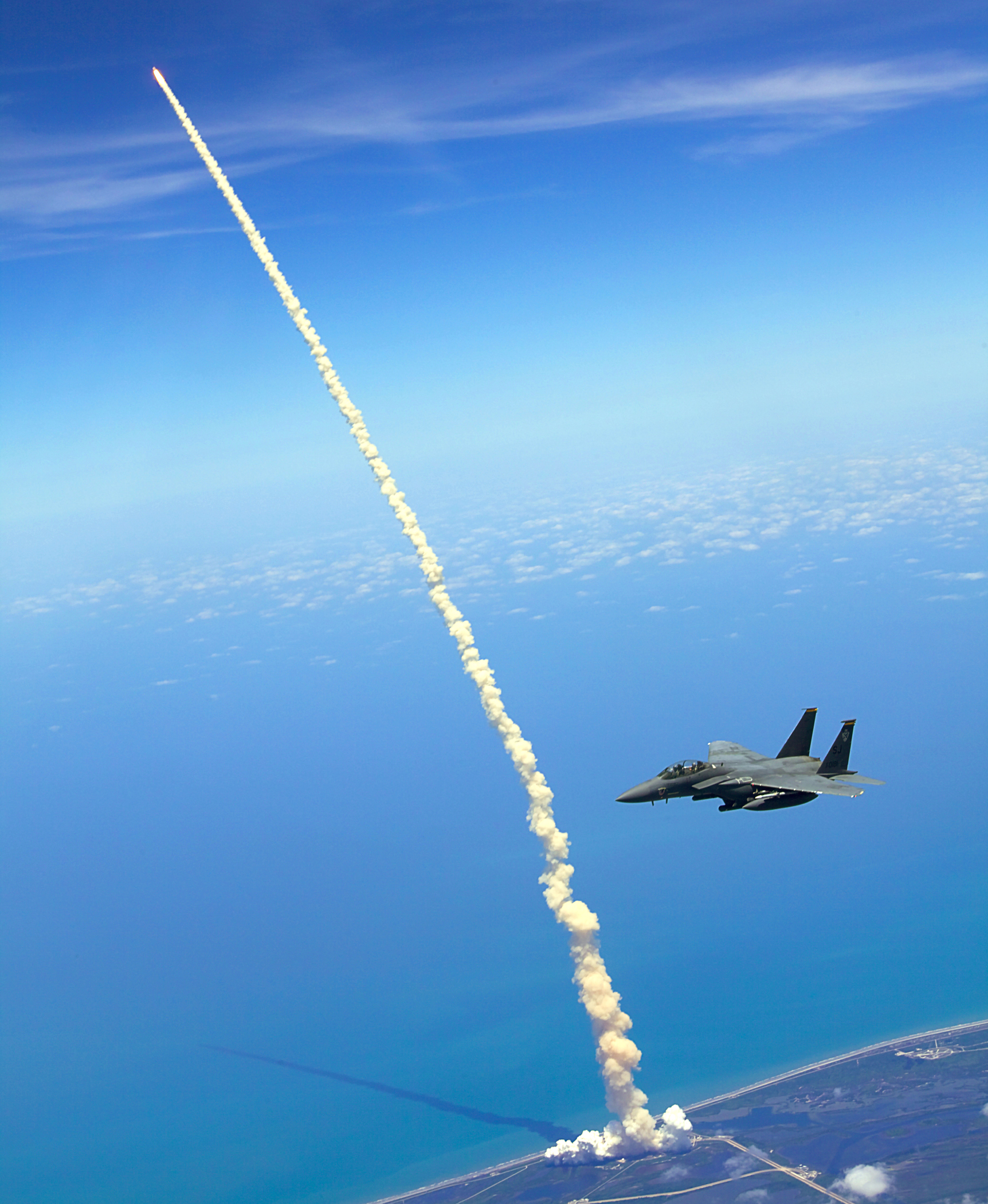
Старт «Атлантіса». Знімок зроблений з військового літака «Strike Eagle».

О 16:09 був закритий люк шатла. Погода у Флориді сприяє для старту: слабка хмарність, східний вітер 10—15 вузлів, температура 25 °C. На випадок аварійної посадки обраний аеродром в іспанської Сарагосі.
14 травня в 18:20:09 за Гринвічем (14:20 за місцевим часом) шатл «Атлантіс» STS-132 стартував до Міжнародної космічної станції.
Через 2 хвилини 10 секунд після старту відстрілу відпрацювали твердопаливні прискорювачі. Через 2 хвилини 10 секунд після старту «Атлантіс» перебуває на висоті 75 км, на відстані 140 км від стартового майданчика і віддаляється зі швидкістю 5900 км/год. Через 5 хвилин 30 секунд після старту «Атлантіс» перебуває на висоті 108 км, на відстані 450 км від стартового майданчика і віддаляється зі швидкістю 12 400 км/год. Через 8 хвилин старту «Атлантіс» перебуває на відстані 1250 км від стартового майданчика і віддаляється зі швидкістю 24 900 км/год.
О 18:28 вимкнені двигуни шатла і отстрелян зовнішній паливний бак. Параметри орбіти «Атлантіса»: 252 × 67 км. О 18:59 проведена корекція орбіти, параметри якої стали: 260 × 181 км.
О 19:57 відкритий вантажний відсік шатлу. О 20:06 розкрита антена Ku-діапазону. О 22:43 астронавти почали тестувати робот- маніпулятор.

### Другий день польоту
8:20 15 травня — 15 травня 23:20
Проведена чергова коригування орбіти. Нові параметри орбіти «Атлантіса»: 268 × 230 км.
Обстеження теплозахисного покриття шатла за допомогою лазерного сканера і високоразрешающей камери, встановлених на подовжувачі робота- маніпулятора, яким по черзі управляли Антонеллі, Селлерс і Рейсман.

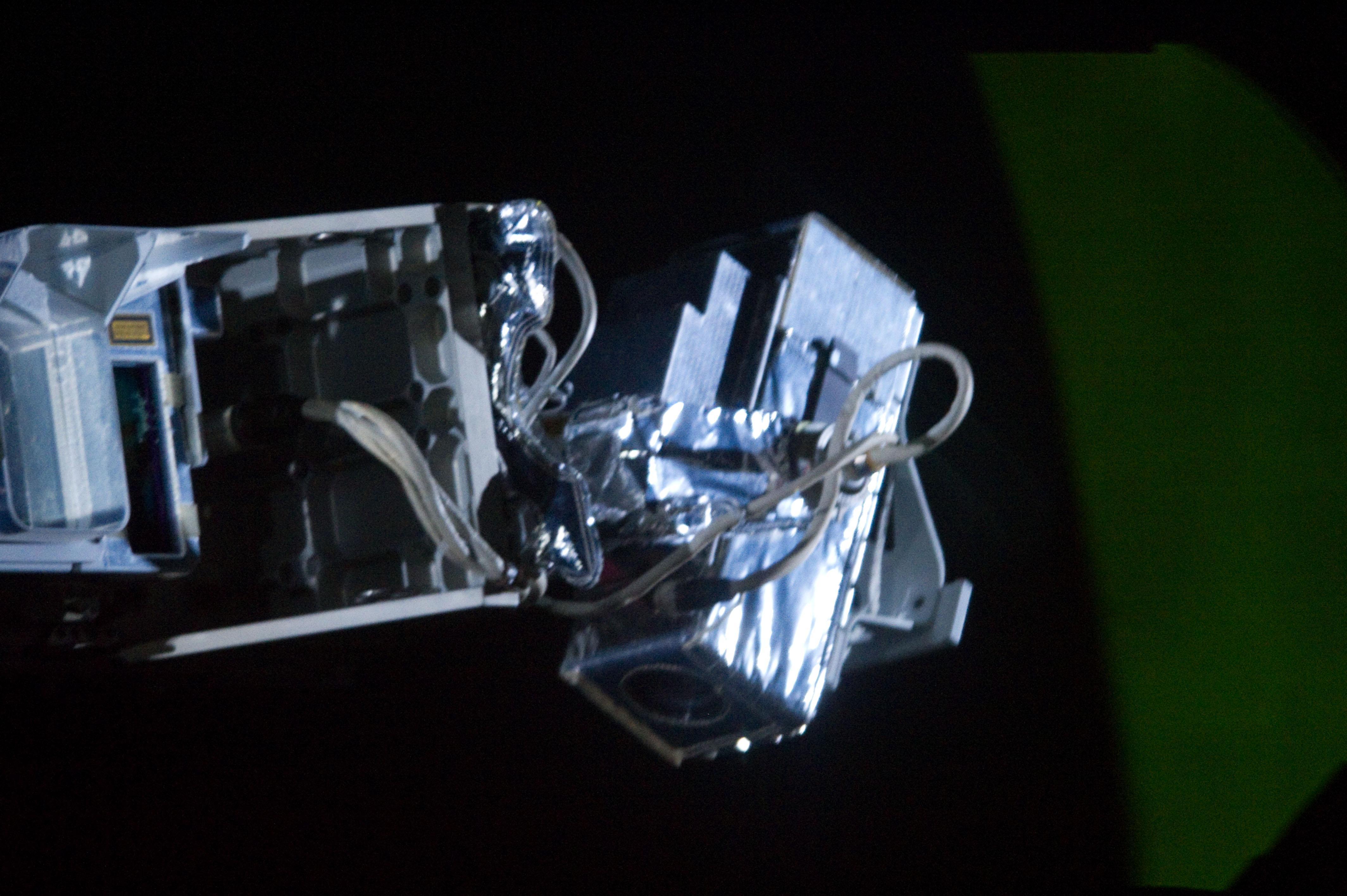
Скануючий лазер і камера на подовжувачі маніпулятора

Коли астронавти почали інспекцію, виникли проблеми з точним позиціонуванням інструментів над обстежуваними ділянками. За допомогою камери з чотирьохсот міліметровим об'єктивом, астронавти через вікно шатла сфотографували скануючий лазер і камери, які встановлені на подовжувачі робота- маніпулятора. На отриманому знімку астронавти виявили затиснений кабель, який заважає вільному повороту лазера і камери на подовжувачі.
Було прийнято рішення проводити зйомку покриття другим комплектом інструментів встановленому на подовжувачі. Другий комплект складається з лазера і цифровою камерою з більш низьким дозволом, ніж у основного комплекту, і другий комплект не обладнана підсвічуванням, тому астронавти були змушені проводити зйомку лише коли «Атлантіс» освітлюється сонцем.
З великою затримкою, о 16:15, астронавти почали обстеження правого крила шатла. О 17 годині було розпочато інспекція носа шатла. Через брак часу деякі невідповідальні ділянки теплозахисного покриття залишилися не переглянутих. О 18:08 була розпочата інспекція лівого крила. О 19:35 інспекція була закінчена. О 19:59 подовжувач робота- маніпулятора було повернуто на своє місце у вантажному відсіку шатла.
О 18:14 астронавти розгорнули стикувальний вузол шатла.
Майкл Гуд і Стівен Боуен перевіряли скафандри й устаткування для виходу у відкритий космос і готували скафандри для перенесення в МКС.

### Третій день польоту
16 травня 7:20—22:50
Параметри орбіти «Атлантіса»: 233 × 203 км. Середня висота орбіти станції становить 344 км.
О 9:23 була проведена коригування орбіти шатла. Параметри орбіти після коригування: 341 × 233 км.
О 10:9 проведена чергова коригування орбіти шатла. Параметри орбіти після коригування: 344 × 338 км.
Заключна фаза зближення почалася о 11:40, коли була проведена остання коригування орбіти шатла. У цей час «Атлантіс» знаходився на відстані 15 км від станції.
О 12 годині «Атлантіс» був на відстані 14 км від станції. О 13 годині «Атлантіс» був на відстані 0,8 км від станції.

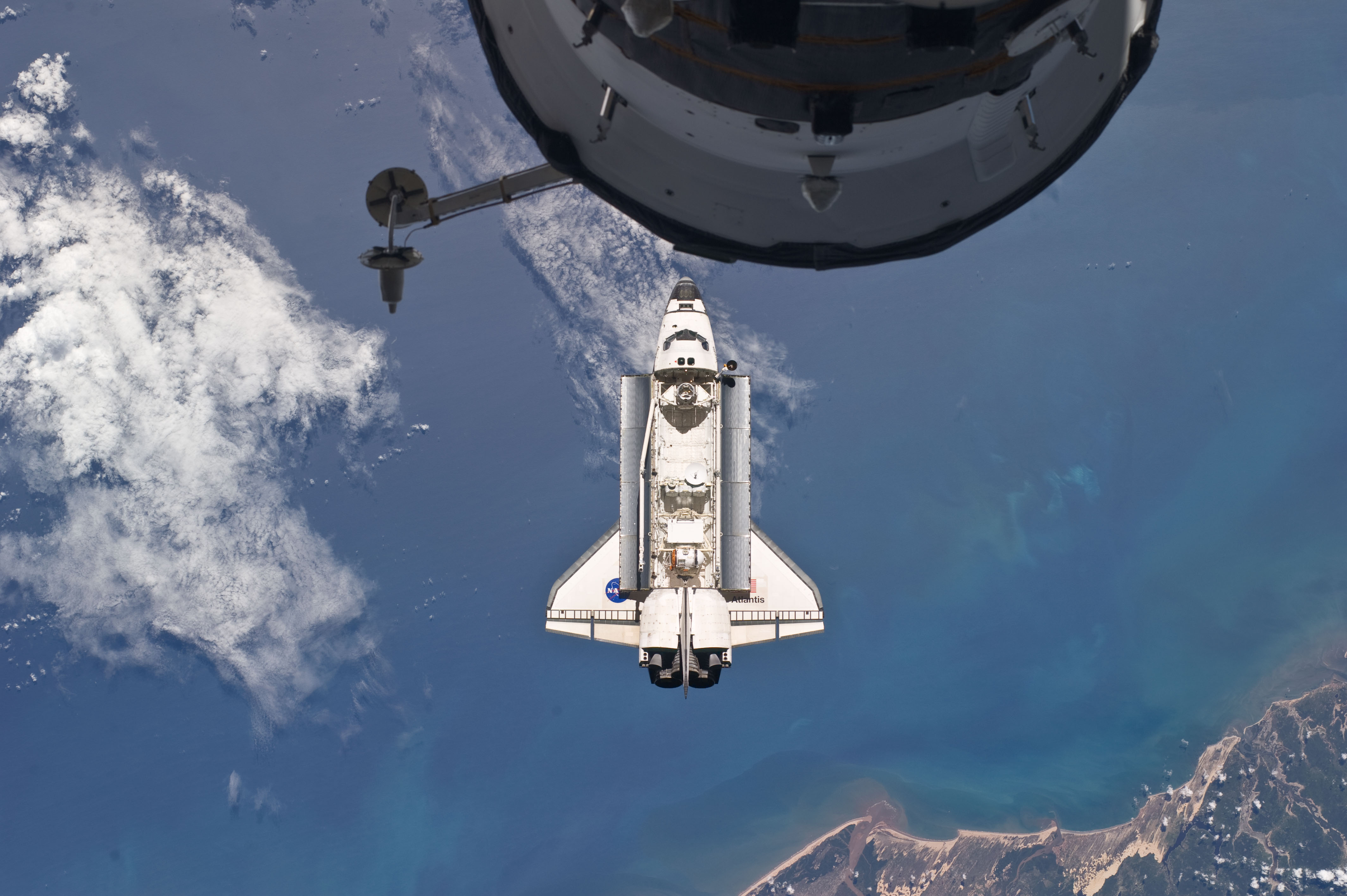
«Атлантіс» наближається до МКС

О 13:23 «Атлантіс» перебував під станцією на відстані 195 м від неї. О 13:27 під управлінням командира корабля Кеннета Хема «Атлантіс» почав стандартний переворот перед ілюмінаторами модуля «Звєзда». У цей час шатл і станція пролітали над Португалією. Під час перевороту, астронавти МКС Олег Котов, Соїті Ногуті, Тімоті Крімер і Трейсі Колдуелл — Дайсон вели зйомку теплозахисного покриття шатла. Колдуелл — Дайсон цілеспрямовано знімала крайку лівого крила «Атлантіса», так як через проблеми у другий день польоту ця кромка була обстежена недостатньо повно. Переворот був закінчений о 13:35. О 13:54 «Атлантіс» перебуває перед станцією: ніс направлений в космос, корми — на Землю, розкритий вантажний відсік, в якому розташований стикувальний вузол, — на МКС. О 13:55 відстань між шатлом і станцією становить 88 м, швидкість зближення 6 см/с. О 14:12 відстань між шатлом і станцією становить 30 м, об'єкти пролітають над Австралією. О 14:20 відстань між шатлом і станцією становить 11 м, швидкість зближення 3 см/с. О 14:27 відстань між шатлом і станцією становить 3 м.
О 14:28 відбулася стиковка шатлу «Атлантіс» і МКС.
О 15:35 комплекс шатл + МКС був розгорнутий на 180° так, що шатл перебуває ззаду по напрямку руху по орбіті.

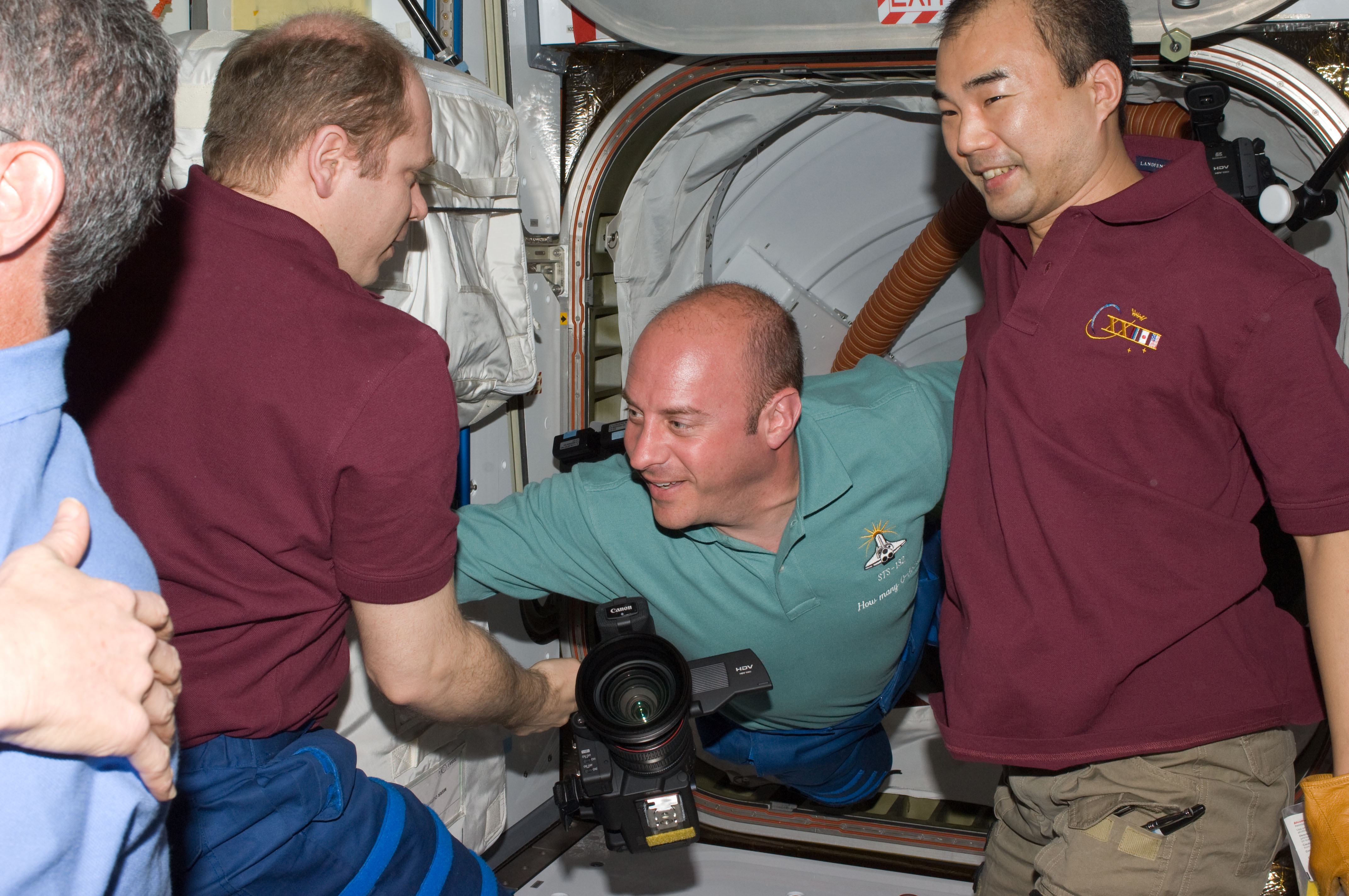
Зустріч екіпажів «Атлантіса» і МКС

О 16:18 був відкритий люк між «Атлантисом» і МКС. На орбіті зустрілися екіпаж шатла: Кенет Хем (командир), Тоні Антонеллі, Майкл Гуд, Пірс Селлерс, Стівен Боуен, Гаррет Рейсман і 23-й довготривалий екіпаж МКС: Олег Котов (командир), Тімоті Крімер, Соїті Ногуті, Олександр Скворцов, Михайло Корнієнко, Трейсі Колдуелл — Дайсон.

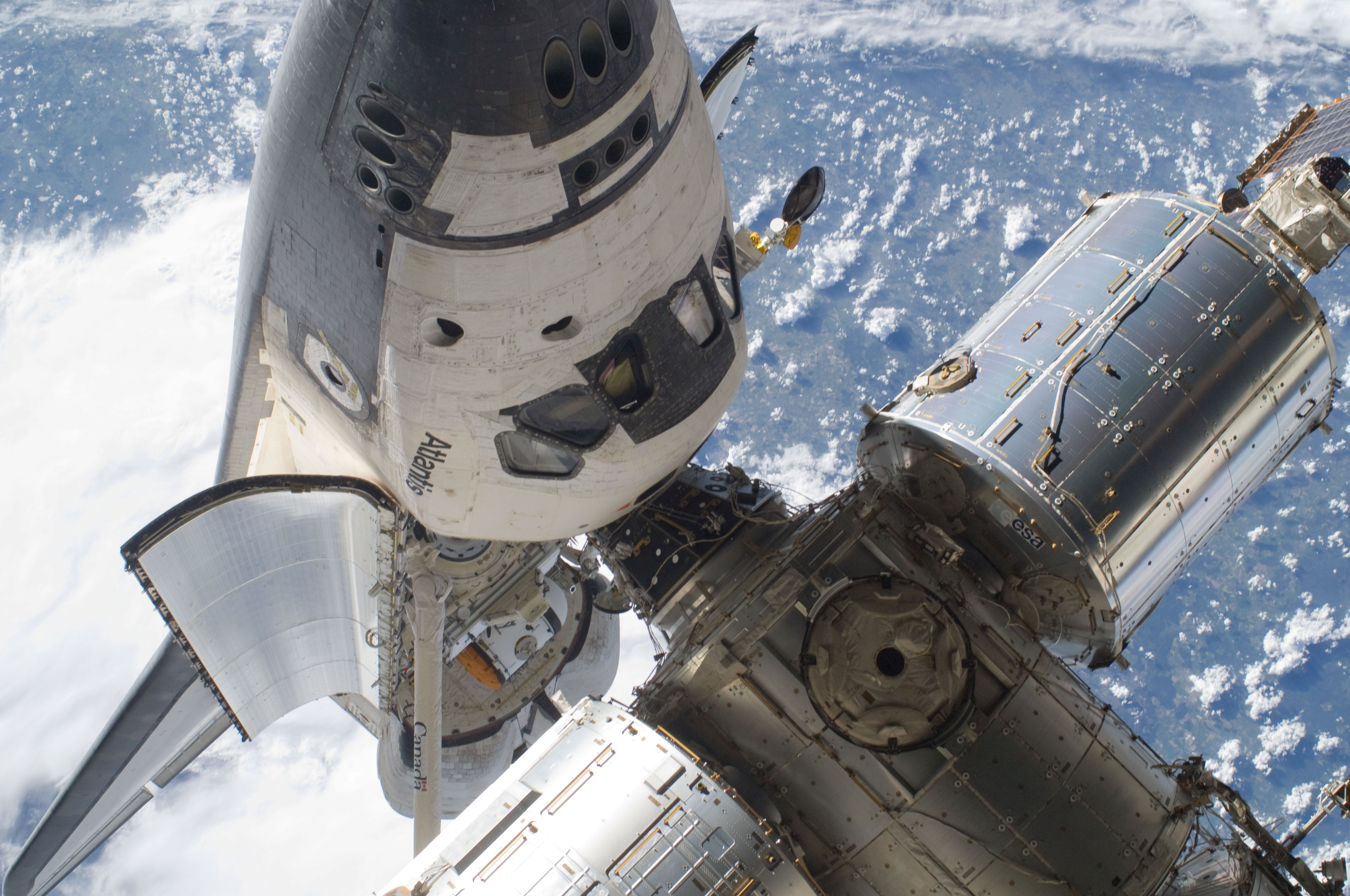
«Атлантіс» пристикувався до МКС

Астронавти почали переноску з шатла на МКС обладнання, інструментів та скафандрів для майбутніх виходів у відкритий космос.
У 19 годин Пірс Селлерс і Трейсі Колдуелл — Дайсон за допомогою робота — маніпулятора станції підняли з вантажного відсіку шатлу транспортну платформу з доставленим обладнанням і о 21:11 встановили її на візку робота- маніпулятора станції, на передній стороні фермової конструкції станції. Пірс Селлерс і Трейсі Колдуелл — Дайсон вперше управляли маніпулятором з модуля «Купол». На транспортній платформі закріплені: запасна антена Ku діапазону, додаткові інструменти для робота «Декстр» і шість нових акумуляторних батарей для МКС. Довжина платформи 2,4 м, ширина 4 м, вага платформи з корисним навантаженням становить понад 4 тонни.

### Четвертий день польоту
17 травня 7:20—22:50
Перший вихід у відкритий космос. Планова тривалість виходу — 6,5 годин. Виходять астронавти Гаррет Рейсман і Стівен Боуен. Для Рейсман це другий вихід, для Боуєна — четвертий. Перше завдання для астронавтів — установка запасний антени «Ku» діапазону на сегменті «Z1». Ця антена призначена для передачі відеозображення і для високошвидкісної передачі експериментальних даних на Землю. На станції вже є антена такого ж класу, нова антена буде використовуватися як запасна. Друге завдання — установка утримувача з додатковими інструментами на роботе «Декстр».
Вихід почався о 11:55.
Тоні Антонеллі координував роботу астронавтів за бортом.

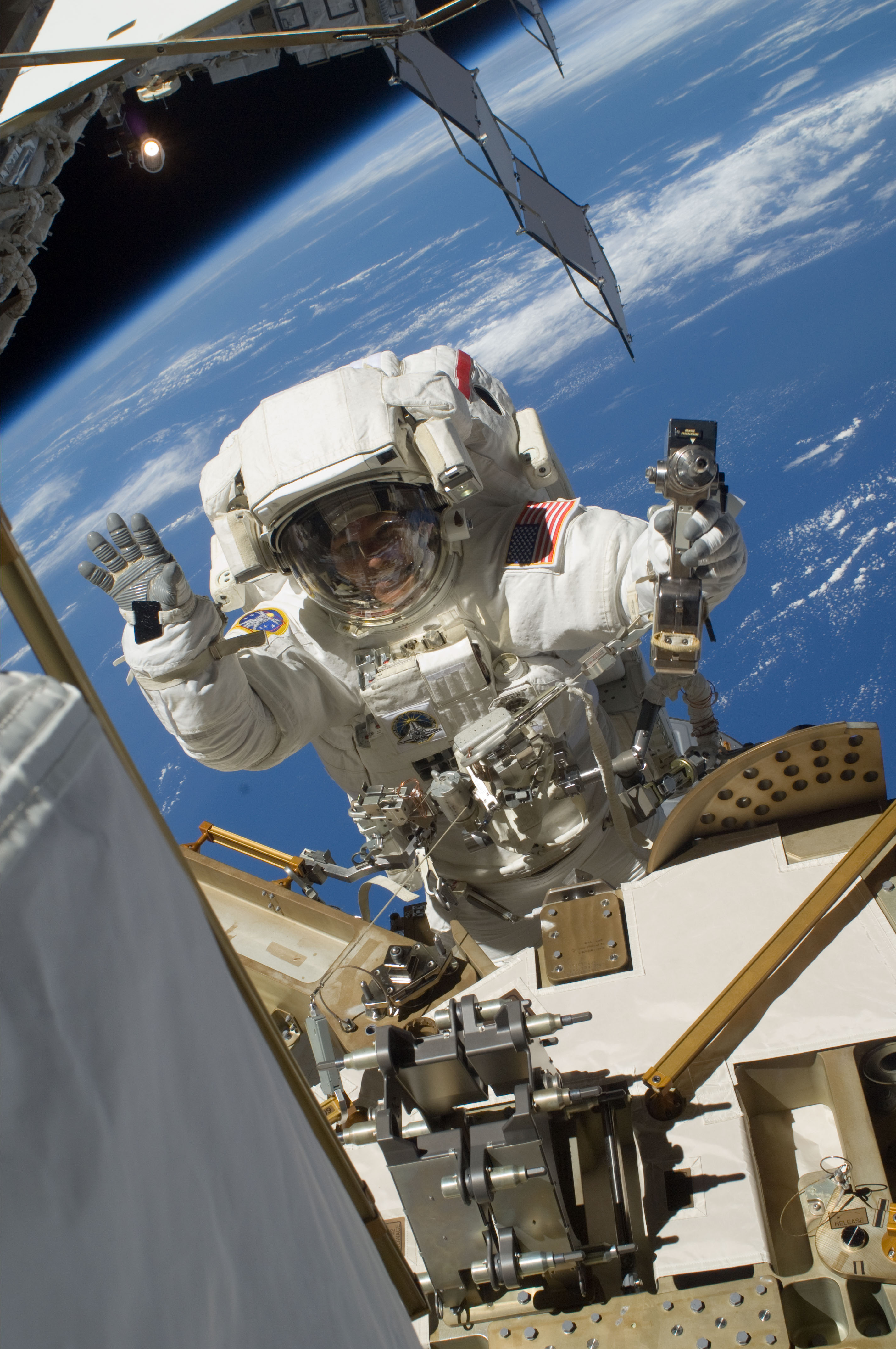
Стівен Боуен — перший вихід у відкритий космос

Астронавти направляються до транспортної візку маніпулятора, на якій вчора була встановлена транспортна платформа з обладнанням, яке має бути змонтована на станції.
О 12:57 астронавти зняли щоглу (приблизна довжина щогли — 2,4 метра) антени з транспортної платформи. Гаррет Рейсман закріплюється на кінці робота-маніпулятора станції, яким управляє Пірс Селлерс, перебуваючи в модулі «Купол». Рейсман з щоглою в руках переноситься (на маніпуляторі) до сегмента «Z1». О 13:29 Рейсман з щоглою антени знаходяться у сегмента «Z1».

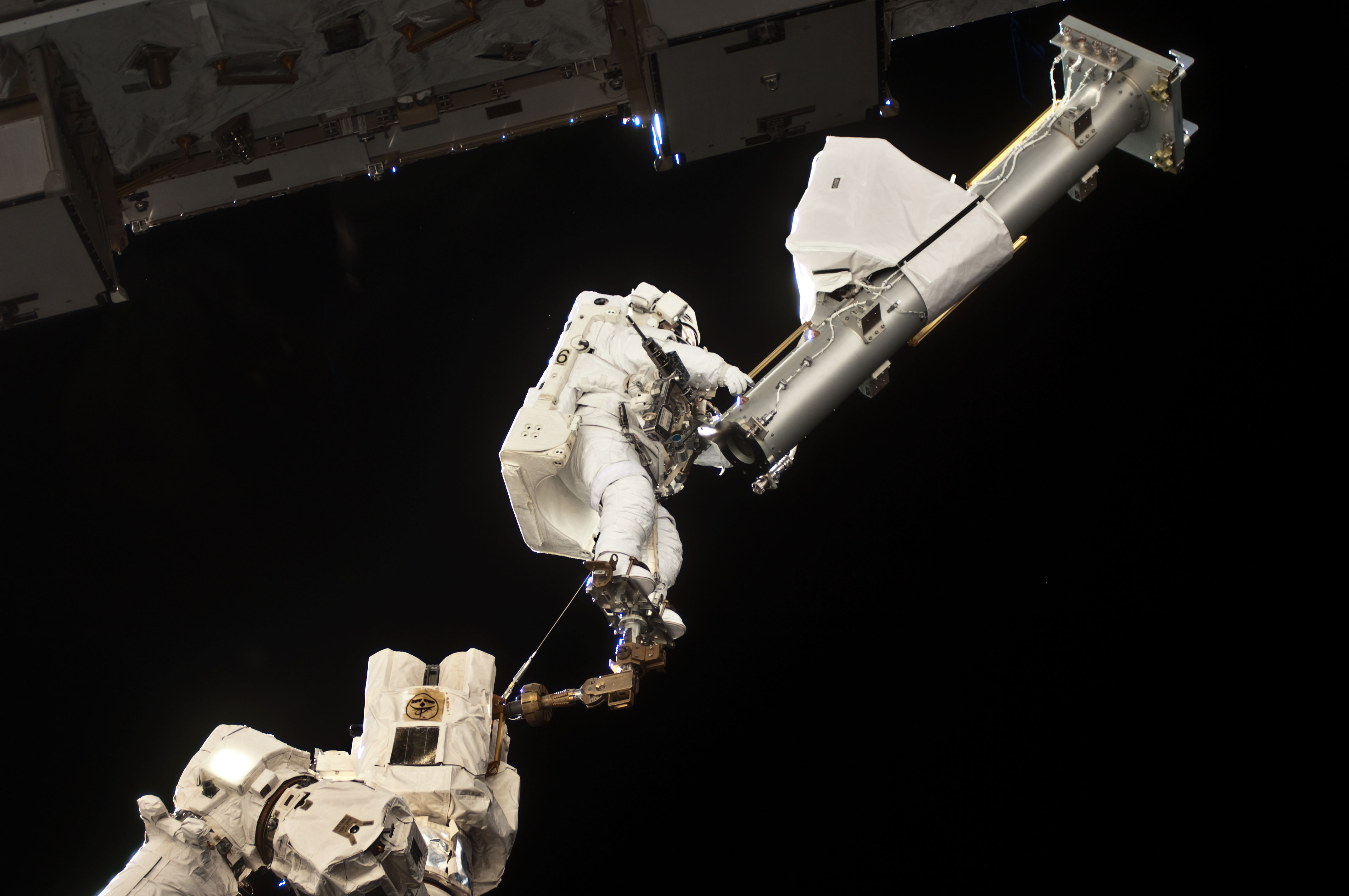
Гаррет Рейсман переносить щоглу антени

Поки Рейсман перелітає до місця установки щогли, Боуен розпаковує інструменти для робота «Декстр» на транспортній платформі. Потім Стівен Боуен перебирається до сегменту Z1 і пригвинчує щоглу антени на призначене місце. О 13:49 щогла закріплена на сегменті Z1. Рейсман повертається до транспортній платформі, щоб забрати тарілку антени (діаметр тарілки або 1,8 метра). У цей час Боуен підключає силові та інформаційні кабелі до встановленої щоглі антени. О 14:20 відбувається збій в електроживленні на станції, і на короткий час відключається дисплей керування роботом -маніпулятором. О 14:33 управління маніпулятором відновлено, робота у відкритому космосі триває. Імовірно, збій стався в той момент, коли Стівен Боуен зняв кришку з роз'єму, до якого мав бути приєднаний кабель від щогли антени. О 14:44 Рейсман знову біля транспортної платформи, він знімає тарілку антени і знову повертається до сегменту Z1. О 15:40 тарілка антени закріплена на щоглі. Астронавти підключають кабелі до тарілки. О 16:25 астронавти закінчили встановлення антени. Однак з'ясувалося, що тарілка була закріплена на щоглі НЕ щільно. Тому Боуен не став знімати транспортні замки з антени, щоб запобігти її обертання і додатково прив'язав тарілку до щогли шнуром. Фахівцям НАСА належить розібратися в причинах не стикування тарілки і щогли і потім закінчити збірку антени.

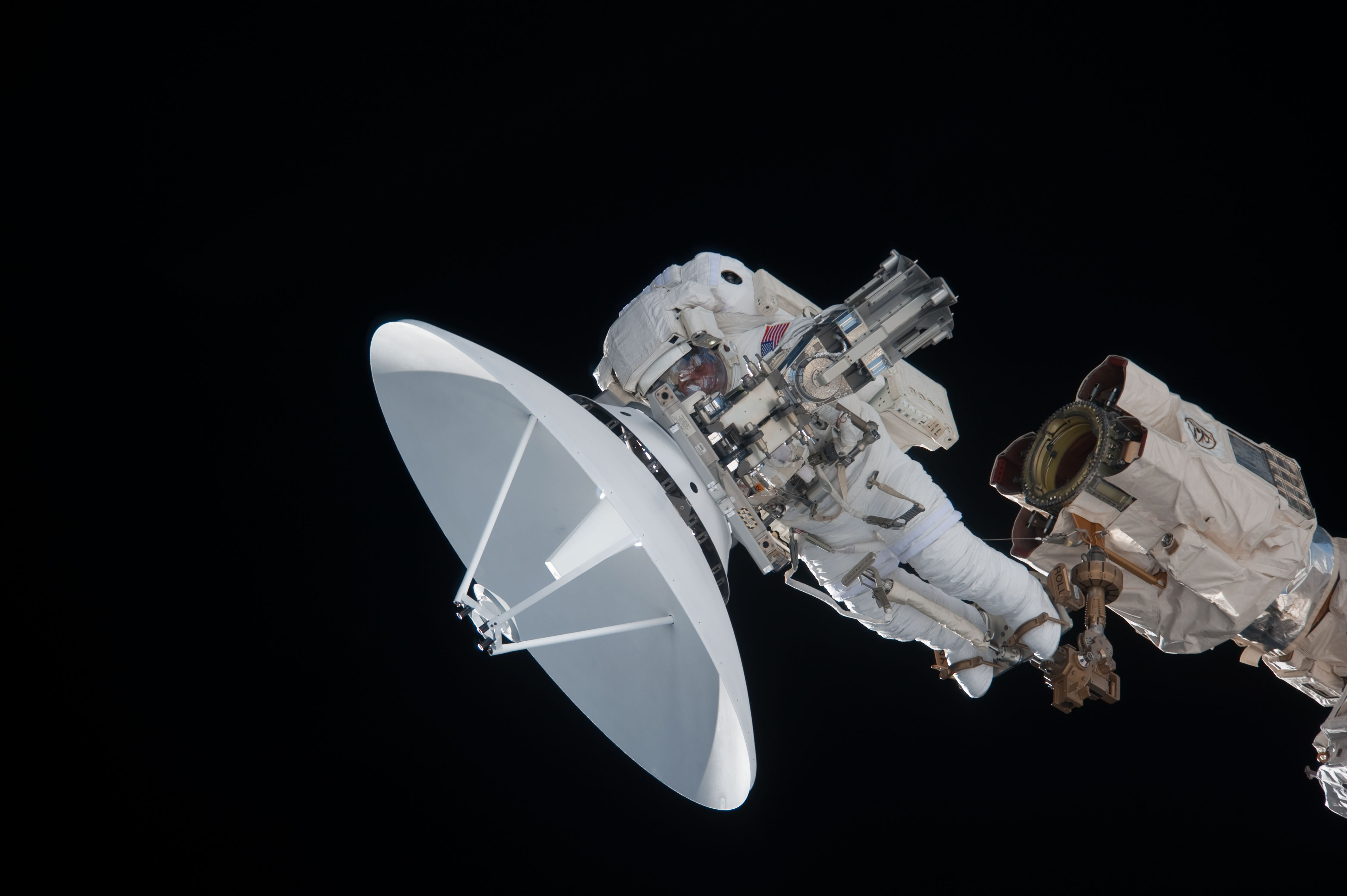
Гаррет Рейсман переносить тарілку антени

Астронавти приступають до виконання другого завдання. О 16:30 Рейсман на маніпуляторі повертається до транспортній платформі і починає знімати тримач інструментів для робота «Декстр», який встановлений на модулі «Дестіні». О 17:04 Рейсман зняв обладнання для робота «Декстр» з транспортної платформи. О 17:25 Боуен переходить до шлюзового модулю, щоб повнити запас кисню у своєму скафандрі і потім повернувся до робота «Декстр», щоб спільно з Рейсманом встановити на ньому новий тримач інструментів. Астронавтом вдалося закрутити тільки три з чотирьох гвинтів, якими кріпиться тримач інструментів. Рейсман почав приєднувати кабелі до встановленого на «Декстре» обладнанню, а Боуен знову попрямував до транспортній платформі, щоб зняти кріплення з акумуляторних батарей, що знаходяться на ній. Це має заощадити час для наступних виходів у космос, коли астронавти будуть встановлювати ці нові батареї замість старих на сегменті P6. О 18:38 Боуен закінчив свою роботу. О 18:43 Рейсман від'єднався від маніпулятора, на якому він перебував весь цей час. Астронавти зібрали свої інструменти і в 19 годин повернулися в шлюзовий модуль «Квест». О 19:16 був закритий люк модуля «Квест».
Вихід закінчився о 19:19. Тривалість виходу склала 7:25. Це був 144-й вихід у відкритий космос, пов'язаний з МКС. Це був в цілому четвертий вихід у космос Стівена Боуена, його сумарний час у відкритому космосі склало 27 годин і 27 хвилин, для Гаррета Рейсман це був другий вихід, його сумарний час — 14 годин і 26 хвилин.

### П'ятий день польоту
18 травня 6:50—22:50
Прістиковку модуля «Світанок» до нижнього стикувального порту модуля «Зоря». Вага модуля 8,2 тонни. Вперше виконувалася прістиковку модуля на російському сегменті станції за допомогою робота- маніпулятора станції. Складність полягала в тому, що російський стикувальний механізм спрацьовує, коли космічний апарати зближуються з деякою швидкістю. У даному випадку, маніпулятор підводить модуль «Рассвєт» до стикувального вузла практично з нульовою швидкістю. Але проблема повинна бути вирішена за рахунок дуже точного позиціонування штанги стикувального вузла модуля «Рассвєт» у прийомним конус стикувального вузла модуля «Рассвєт».
Операція з модулем «Рассвєт» почалася о 9:20. Робот -маніпулятор шатла захопив модуль «Заря». О 9:46 були відкриті автоматичні кріплення, що втримують «Рассвєт» у вантажному відсіку шатла.

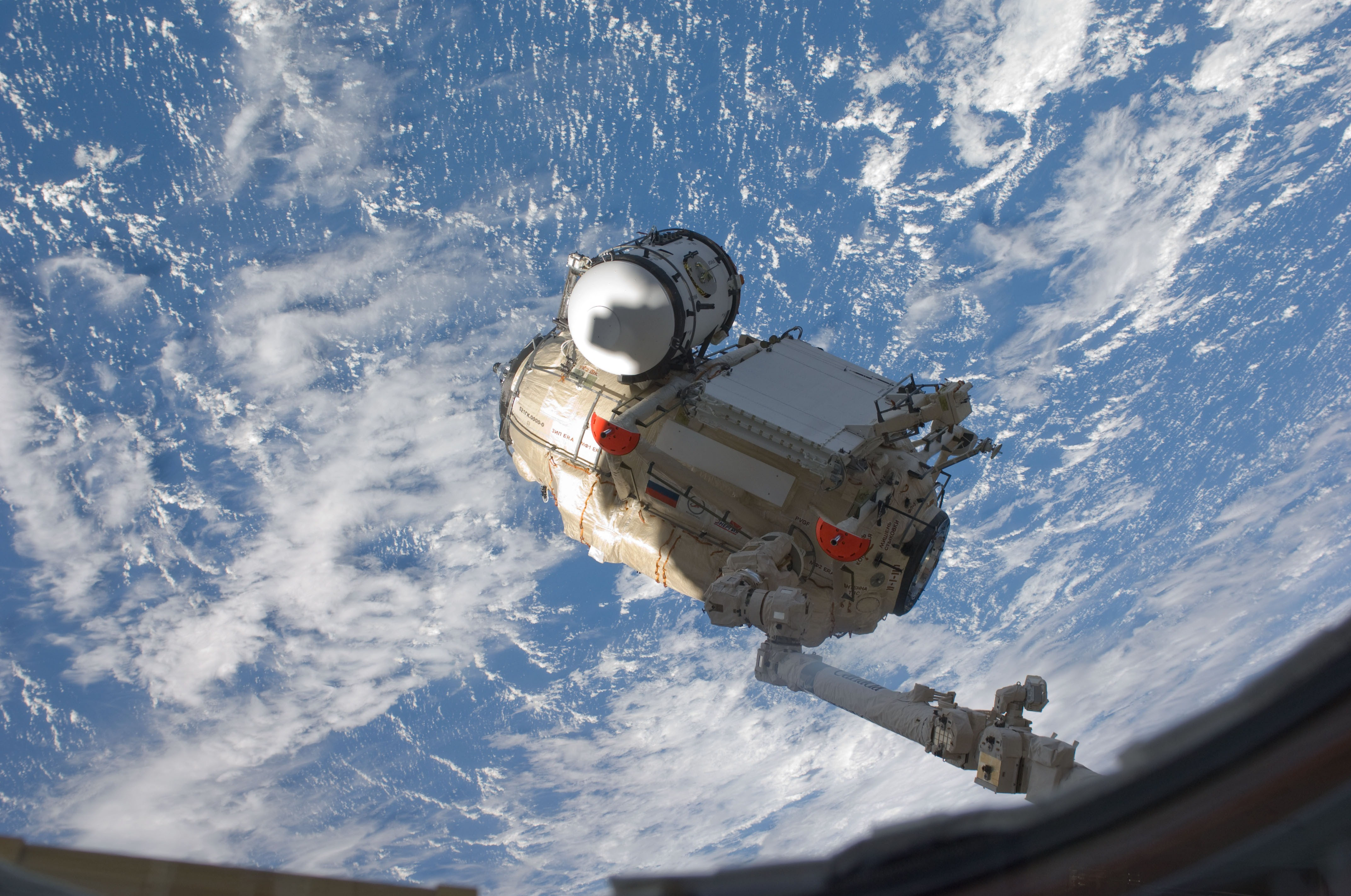
Перенесення модуля «Рассвєт»

О 9:50 Кенет Хем і Тоні Антонеллі, за допомогою маніпулятора, почали повільно піднімати модуль «Заря» з вантажного відсіку «Атлантіса». О 10:14 модуль «Рассвєт» був підхоплений маніпулятором станції, яким управляли Гаррет Рейсман і Пірс Селлерс. Гаррет Рейсман і Пірс Селлерс управляють маніпулятором з модуля «Купол». Олег Котов контролював процес припасування у модуля «Рассвєт» з російського сегменту станції. Обмін інформацією між російським і американським сегментами здійснювався через внутрішню Езернет мережа станції. О 10:40 маніпулятор шатла відводиться від модуля, який тепер висить тільки на маніпуляторі станції. «Рассвєт» рухається в сторону модуля «Заря». О 11:6 «Рассвєт» перетинає кордон між американським і російським сегментами станції. О 11:9 «Рассвєт» переноситься до нижнього порту модуля «Зоря». О 11:27 «Рассвєт» перебуває на відстані 30 см від місця стикування. О 11:46 висунута стикувальна штанга модуля «Рассвєт». О 12 годині з центру управління отримано дозвіл на стиковку. Астронавти очікують, коли комплекс МКС + «Атлантіс» вийдуть з тіні Землі. О 12:11 комплекс над узбережжям Чилі із земної тіні. О 12:18 Гаррет Рейсман, керуючий маніпулятором, надсилає (зі швидкістю 0,06 фут/с, яка у багато разів менше, ніж швидкості при звичайній стикування російських кораблів) стикувальну штангу модуля «Рассвєт» у стикувальний конус модуля «Заря».

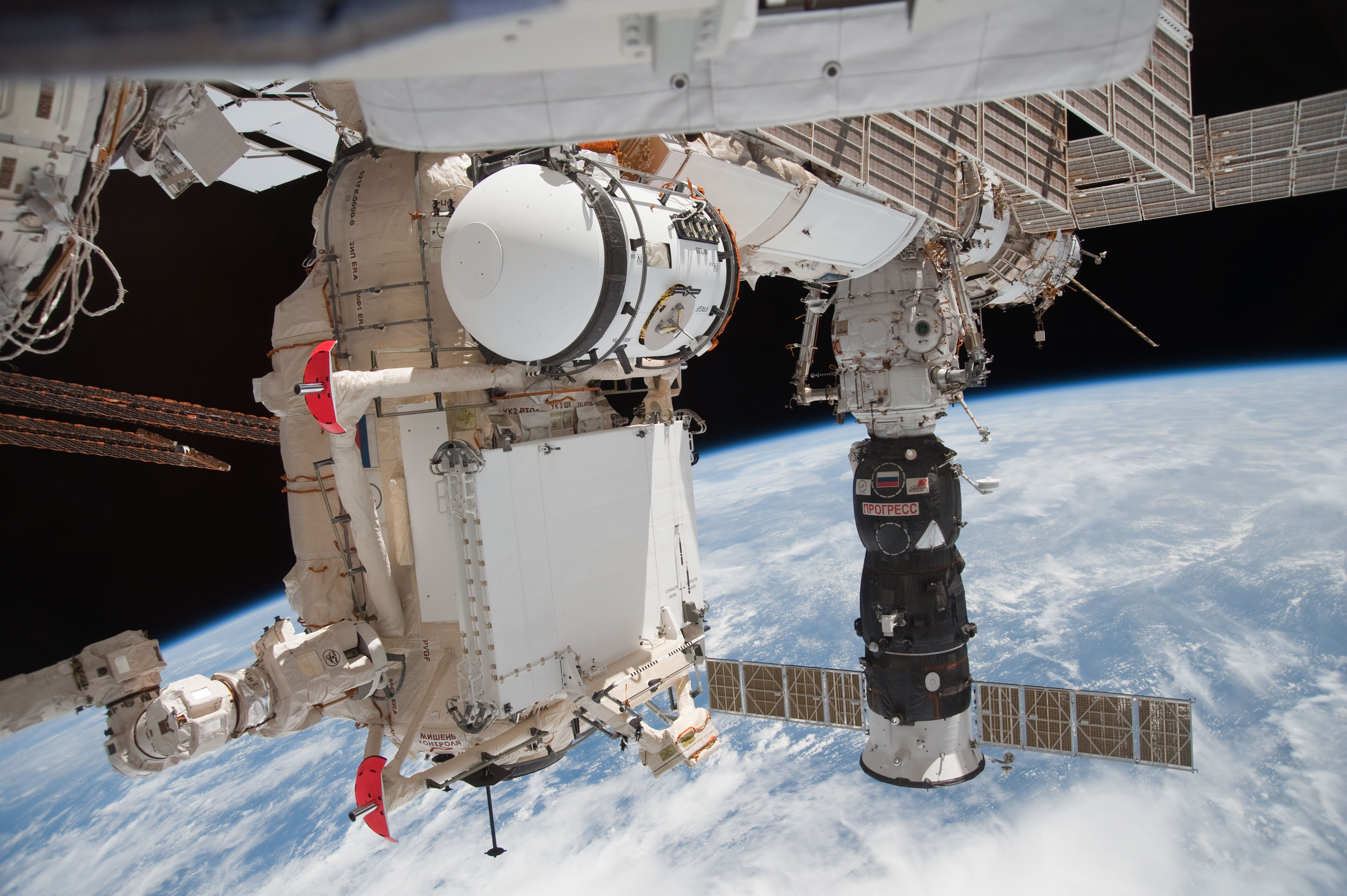
Модуль «Рассвєт» встановлюється на модулі «Заря»

Під час пересування модуля «Рассвєт», астронавти стежили за телеметричної інформацією, що надходить від нього. У момент, коли «Рассвєт» був підведений до стикувального вузла модуля «Заря», від нього надійшла інформація про готовність до стикування, Пірс Селлер передав команду на активацію подальшої автоматичної послідовності стикування. О 12:19 «Рассвєт» був пристикований до модуля «Заря». У цей час МКС пролітала над Аргентиною. О 12:30 спрацювали захвати, які щільно стягнули два модулі.
Модуль «Рассвєт» буде використовуватися як додатковий простір станції і як стикувальний порт для російських кораблів.
Після припасування у модуля «Рассвєт», загальна вага станції досяг 370,3 тонн, загальний герметичний обсяг досяг 835 м ³ (29500 кубічних футів).
Роботи з розвантаження та введення в робочий стан модуля «Рассвєт» розпочнуться тільки після того, як «Атлантіс» отстикуется від станції.
23 липня космонавти екіпажу МКС Федір Юрчихін та Михайло Корнієнко вийдуть у відкритий космос, щоб під'єднати кабелі до модуля «Рассвєт».
Майкл Гуд і Стівен Боуен готували свої скафандри і інструменти до майбутнього наступного дня другого виходу у відкритий космос.
О 18:20 почалася бесіда астронавтів і кореспондентами американських телевізійних каналів МС NBC, Fox Новини і CNN.
У другий день польоту «Атлантіса» астронавтам не вдалося в досить повному обсязі провести інспекцію теплозахисного покриття через затискання кабелю, який перешкоджав вільному руху скануючого лазера і камери, встановлених на подовжувачі маніпулятора. Фахівці НАСА розробили план звільнення защемленного кабелю. Цей план повинні будуть здійснити астронавти під час другого виходу у відкритий космос.

### Шостий день польоту
6:20 19 травня — 19 травня 21:50
Другий вихід у відкритий космос. Планова тривалість виходу — шість з половиною годин. Що виходять астронавти Стівен Боуен і Майкл Гуд. Основне завдання для астронавтів — заміна трьох акумуляторних батарей на сегменті «Р6», який розташований на дальньому лівому краю фермової конструкції станції. Сегмент «Р6» був змонтований на станції в листопаді 2000 року під час польоту шатла «Індевор» STS-97. Шість батарей на сегменті «Р6» були вже замінені в липні 2009 року під час польоту шатла «Індевор» STS-127. Гуд повинен був діставати старі батареї з їхніх гнізд на сегменті «Р6» і вставляти на їх місце нові батареї. Стівен Боуен підносив нові батареї від транспортної платформи до сегменту «Р6». Кожна батарея важить близько 170 кг і має розміри : 102 × 91 × 46 см.

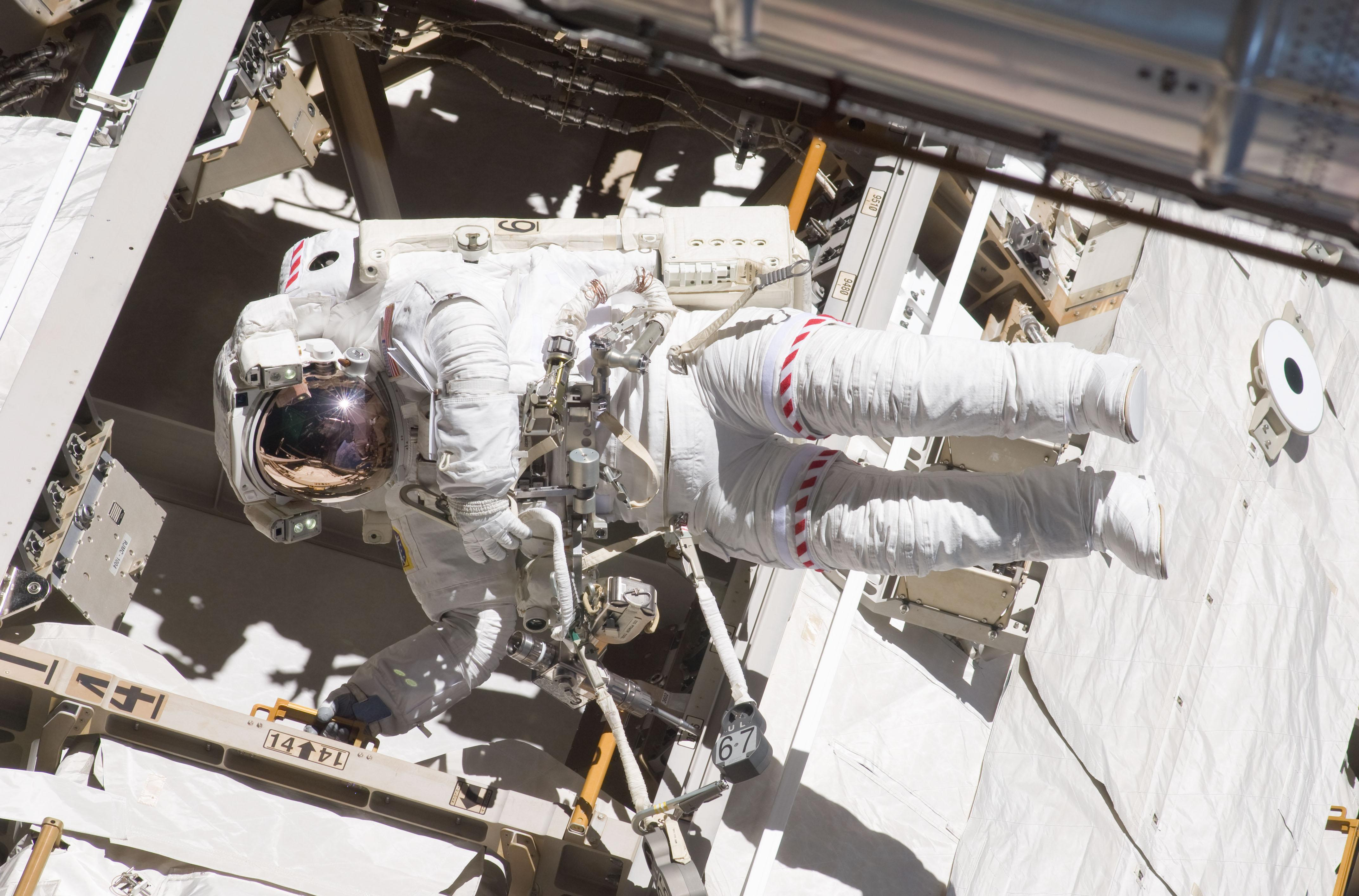
Майкл Гуд у відкритому космосі

Додаткове завдання для виходу — звільнити затиснений кабель на системі сканування, встановленої на подовжувачі робота-маніпулятора.
Вихід почався о 10:38. Тоні Антонеллі координував роботу астронавтів за бортом. Роботом- маніпулятором станції управляли Гаррет Рейсман і Пірс Селлерс. Транспортна платформа, на якій розташовані доставлені нові батареї, за допомогою маніпулятора була підведена якнайближче до сегменту «Р6».
Майкл Гуд попрямував до сегмента «Р6». Стівен Боуен попрямував до подовжувача маніпулятора, без проблем звільнив затиснутий кабель і зафіксував його пластикової стяжкою. О 11:30 Боуен також попрямував до сегмента «Р6». Майкл Гуд зняв кріплення з шести батарей на сегменті «Р6». О 12:28 Гуд закріпив ручку на одній з батарей і витягнув батарею з гнізда. Потім він тимчасово закріпив цю батарею на сегменті. Стівен Боуен дістав першу батарею з транспортної платформи (12:54) і передав її Майклу Гуду. О 13:05 перша батарея була встановлена. О 13:18 Майкл Гул витягнув наступну батарею з гнізда в сегменті Р6 і передав її Стівену Боуен, який закріпив її на вільному місці на транспортній платформі. О 13:55 з транспортної платформи була вийнята друга нова батарея. О 14:07 друга батарея встановлена на сегменті «Р6». Майкл Гуд дістав третю стару батарею і передав її Стівену Боуен (14:18). Боуен закріпив цю батарею на транспортній платформі і дістав таку нову батарею. О 14:55 третя нова батарея встановлена на сегменті Р6.
За планом астронавти повинні були замінити три батареї, але вони працюють з випередженням графіка, і приступають до заміни четвертої батареї.
О 15:25 кепки Кріс Кессіді повідомив, що тести показали, що скануючий пристрій на подовжувачі маніпулятора — повністю працездатна.
У 16 годин астронавти успішно встановили четверту батарею на сегменті «Р6».
Три старих знятих з сегмента Р6 батареї закріплені в транспортній платформі, одна тимчасово залишилася на сегменті Р6. Її перенесуть на платформу під час наступного виходу у відкритий космос.
Боуен і Гуд попрямували до антени «Ku» діапазону, яка не була до кінця змонтована під час першого виходу в космос. Астронавти міцніше закрутили чотири гвинти, але яких тарілка антени кріпиться до щогли, так що ліквідували зазор між ними. Астронавти також зняли транспортні замки з антени і шнур, яким Боуен прив'язав тарілку антени під час першого виходу в космос. Після цього антена вважається готовою до роботи. Це завдання було виконано о 17:12.
О 17:32 Боуен і Гуд повернулися в шлюзовий модуль «Квест».
Вихід закінчився о 17:47. Тривалість виходу склала 7 годин 9 хвилин.
Це був 145 вихід у відкритий космос, пов'язаний з МКС. Це був загалом п'ятий вихід у космос Стівена Боуена, його сумарний час у відкритому космосі склало 34 години 30 хвилин, для Майкла Гуда це був третій вихід, його сумарний час — 23 години 7 хвилин.

### Сьомий день польоту
20 травня 5:50 —21:50

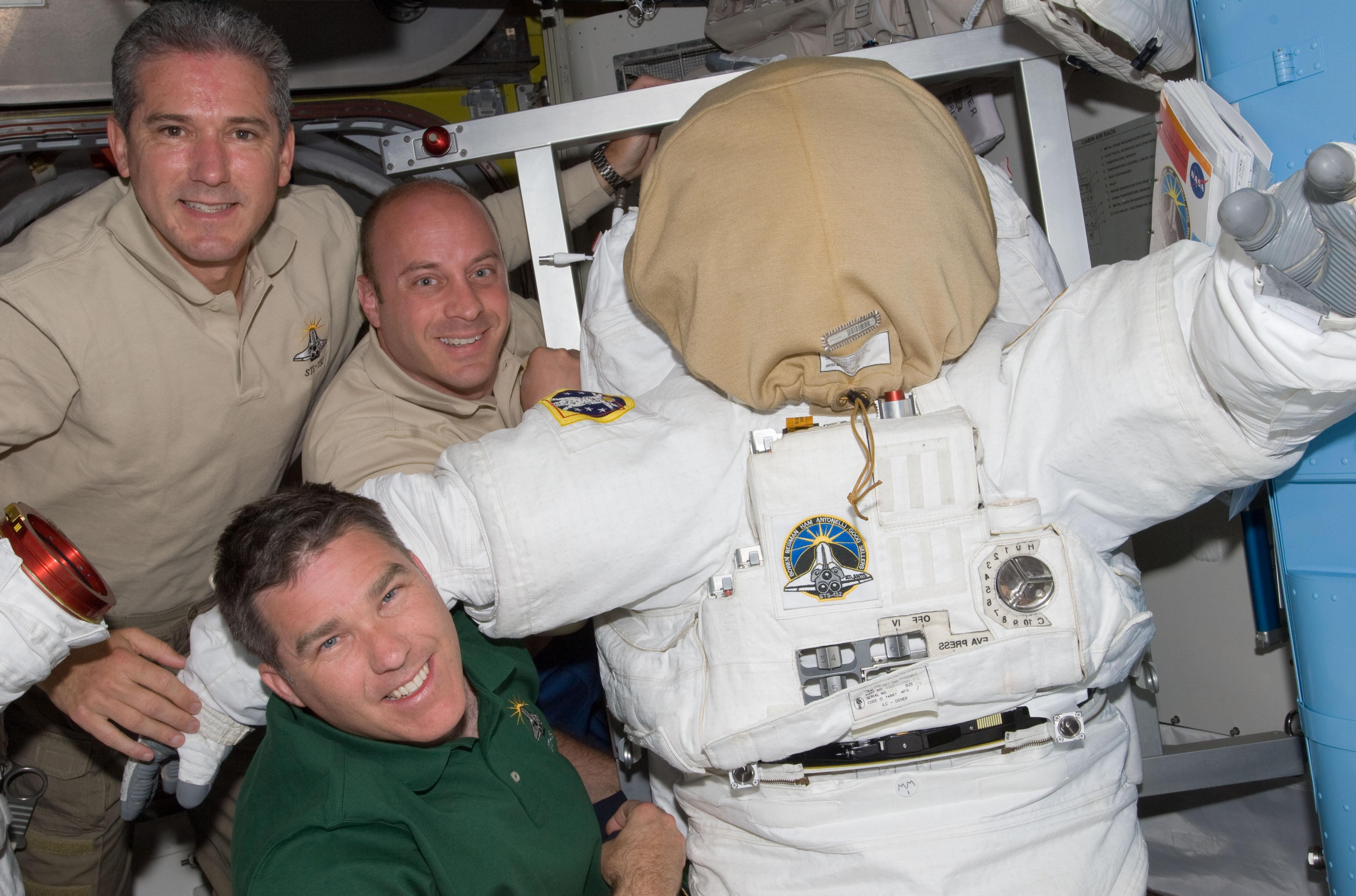
Вихідні астронавти Майкл Гуд, Гарретт Рейсман і Стівен Боуен в модулі «Квест»

Космонавти екіпажу МКС Олег Котов і Олександр Скворцов перевіряли герметичність стику між новим модулем «Світанок» і модулем «Зоря». О 10:52 Котів та Скворцов на короткий час відкрили люк в модуль «Світанок», щоб взяти проби повітря. Котов заглянув в модуль, там, начебто, було чисто, але потім він повідомив, що в повітрі якісь металеві стружки. Можливо, на Землі, в умовах гравітації, ці стружки були десь в не помітні місцях, а в невагомості спливли. Космонавти встановили в модулі «Світанок» повітряний фільтр, і видалили стикувальний механізм. Однак, реально космонавти увійдуть в модуль і почнуть вивантажувати з нього доставлене обладнання вже після відльоту «Атлантіса» від МКС.
З 13:45 астронавти мали час для відпочинку.
Майкл Гуд і Гарретт Рейсман готувалися до третього виходу у відкритий космос, який їм належить на наступний день.
О 12:25 Кенет Хем, Тоні Антонеллі, Пірс Селлерс і Трейсі Колдуелл — Дайсон розмовляли з кореспондентами Ассошіейтед Прес, FOX Новини радіо і CBS Новини.

### Восьмий день польоту
21 травня 5:50—21:20
Третій вихід у відкритий космос. Планова тривалість виходу — шість з половиною годин. Що виходять астронавти Гарретт Рейсман і Майкл Гуд. Основне завдання для астронавтів — заміна останніх двох акумуляторних батарей на сегменті Р6. Астронавти повинні були також встановити перемичку на аміакопроводі між сегментами Р4 і Р5 і забрати з вантажного відсіку «Атлантіса» пристрій захоплення (живлення і передачі даних Грейфер пристосування) для робота — маніпулятора. Це пристрій буде встановлено на зовнішній поверхні модуля «Зоря» під час запланованого на 8 липня виходу у відкритий космос астронавтів Дугласа Уіллока і Трейсі Колдуелл — Дайсон.

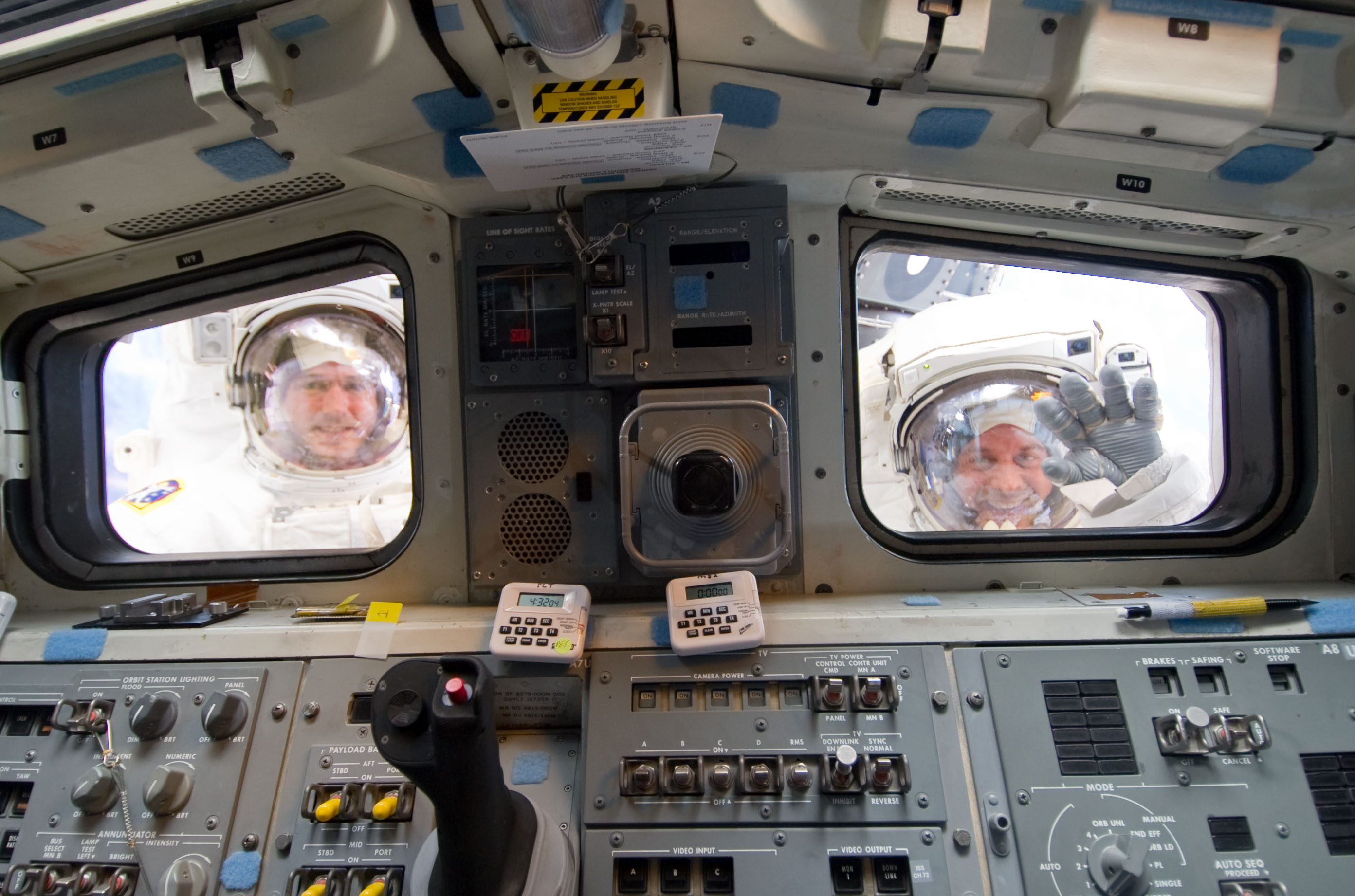
Майкл Гуд і Гарретт Рейсман знаходяться у вантажному відсіку і дивляться в кабіну «Атлантіса»

Вихід почався о 10:27. Тоні Антонеллі і Стівен Боуен координували роботу астронавтів за бортом. Роботом- маніпулятором станції управляли Пірс Селлерс і Трейсі Колдуелл — Дайсон.
Після виходу з модуля «Квест» астронавти попрямували до сегменту «Р5». О 11:4 вони встановили перемичку на аміакопроводі між сегментами Р4 і Р5 і попрямували далі на лівий край фермової конструкції до сегменту Р6. Майкл Гуд працює у транспортної платформи, Гарретт Рейсман працює на сегменті Р6. О 11:22 була розмонтована п'ята акумуляторна батарея на сегменті Р6. О 12:13 на сегменті Р6 була встановлена п'ята нова батарея. О 12:45 астронавти Розмонтувати останню (шосту) батарею. О 13:08 встановлена остання нова батарея на сегменті Р6. До 13:08 Рейсман і Гуд пропрацювали в космосі дві години і сорок хвилин. Усі акумуляторні батареї на сегменті Р6 — замінені. О 13:28 остання стара батарея закріплена на транспортній платформі. Транспортна платформа буде повернута у вантажний відсік шатлу і відправиться на Землю.

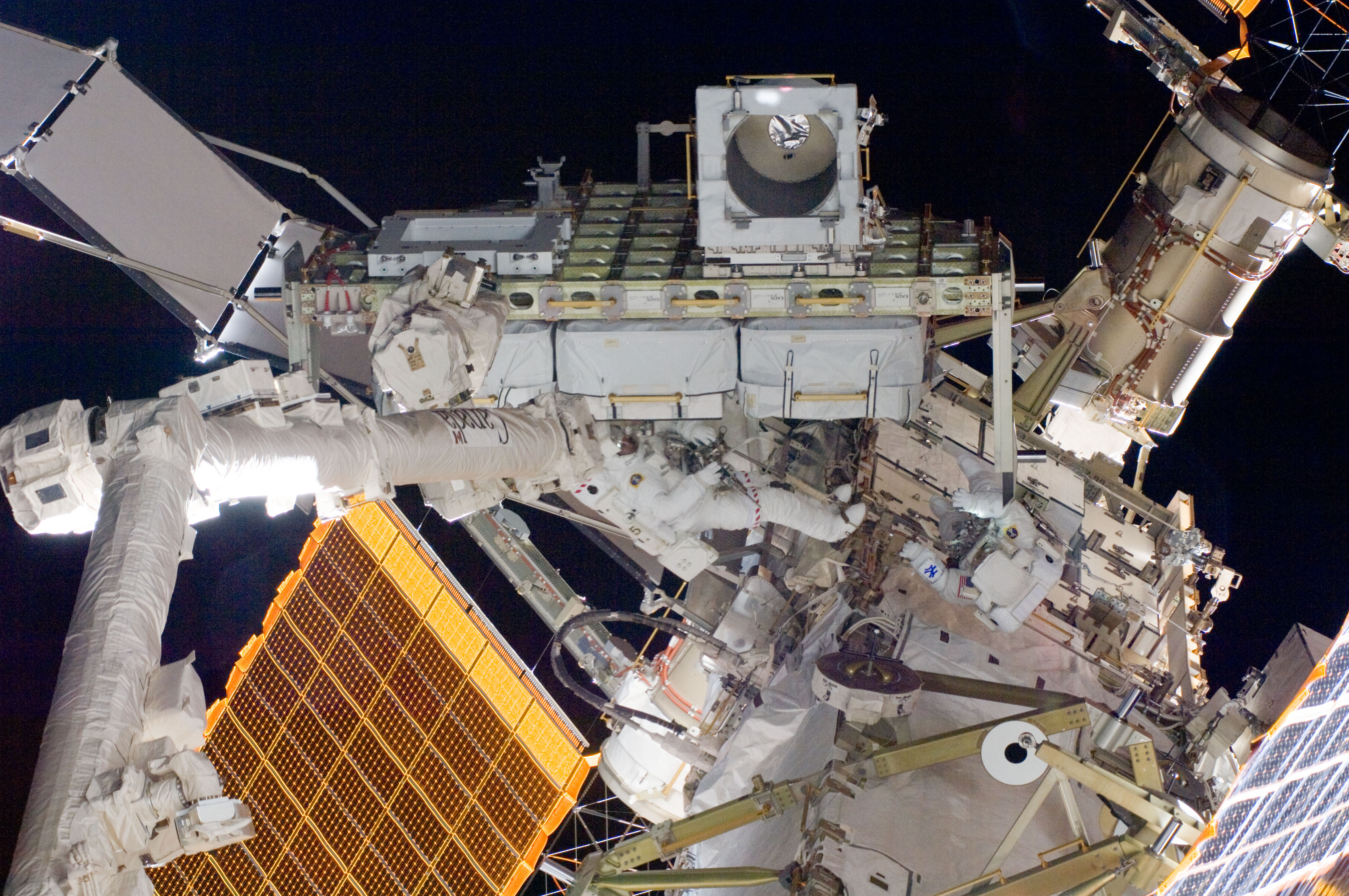
Гарретт Рейсман і Майкл Гуд міняють батареї на сегменті Р6

Астронавти зібрали інструменти, які вони використовували при роботі на сегменті Р6 і о 14:53 попрямували у вантажний відсік шатлу, щоб забрати пристрій захоплення для робота — маніпулятора.
О 15:23 астронавти розкрутили кріплення пристрою захоплення і перенесли його в модуль «Квест». У 16 годин пристрою захоплення було закріплено в шлюзовому модулі. О 17:10 був закритий люк модуля «Квест».
Вихід закінчився о 17:13. Тривалість виходу склала 6 годин 46 хвилин.
Це був 146 вихід у відкритий космос, пов'язаний з МКС. Це був в цілому четвертий вихід у космос Майкла Гуда, його сумарний час у відкритому космосі склало 29 години 53 хвилин, для Гарретта Рейсман це був третій вихід, його сумарний час — 21 година 12 хвилин.
Загальна тривалість трьох виходів у відкритий космос склала 21:20.

### Дев'ятий день польоту
22 травня 5:20—20:50

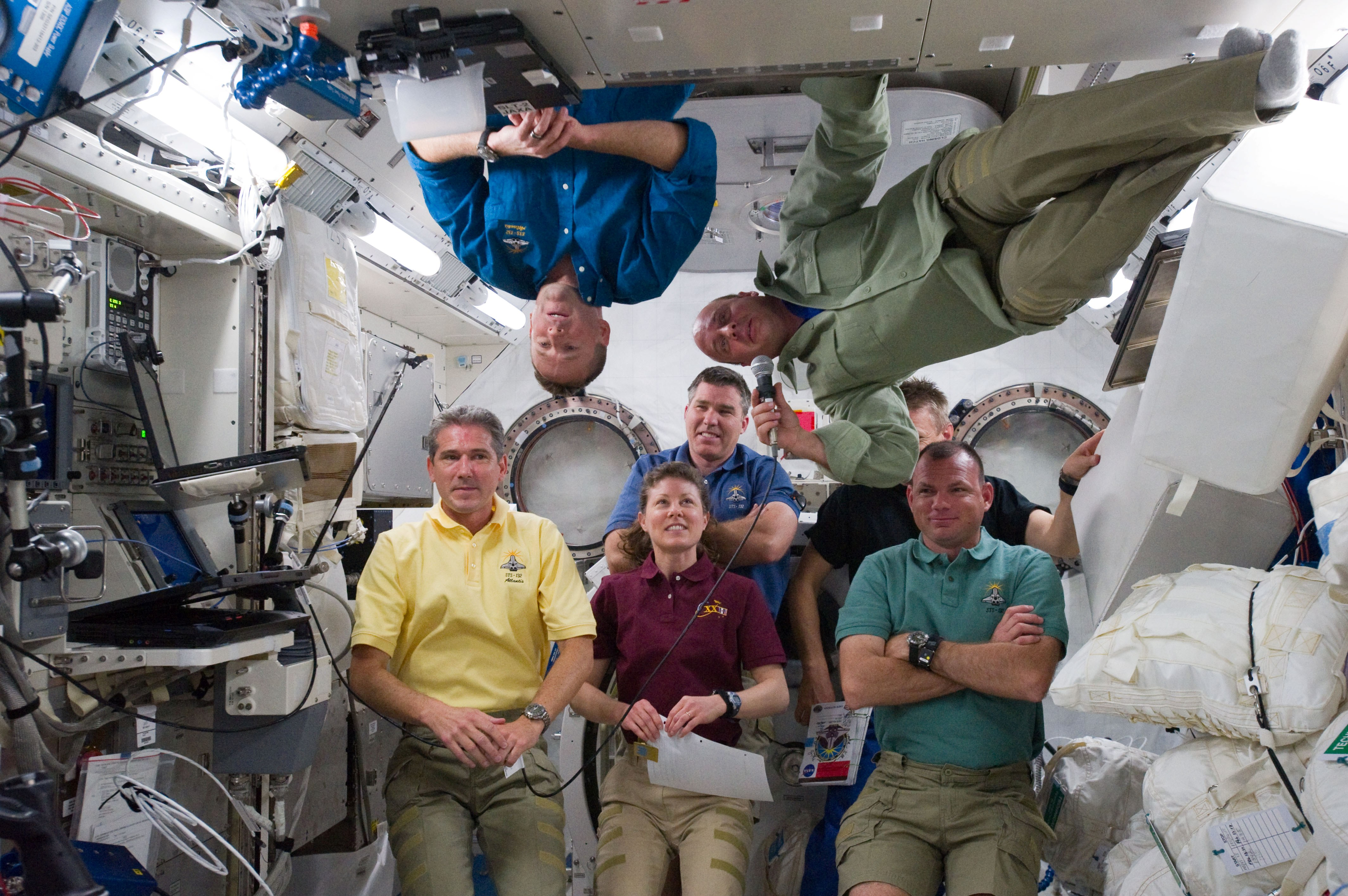
Астронавти відповідають на запитання школярів з модуля «Кібо»

О 8:20 астронавти Пірс Селлерс і Гарретт Рейсман, які управляли роботом-маніпулятором станції з модуля «Купол», почали переносити транспортну платформу у вантажний відсік шатлу. За допомогою маніпулятора транспортна платформа, на якій упаковані зняті з сегмента Р6 акумуляторні батарей, була перенесена у вантажний відсік шатлу о 9:50.
Астронавти переносили вантажі, доставлені на «Атлантісі», в МКС.
З 11:40 астронавти відповідали на запитання школярів і студентів з підшефних НАСА шкіл.
У другій половині дня астронавти мали три години для відпочинку.

### Десятий день польоту
23 травня 4:50—20:50
Астронавти закінчували переноску вантажів з «Атлантіса» до станції й у зворотному напрямку (у тому числі скафандри, які використовувалися для виходів у відкритий космос, матеріали проведених на станції досліджень).

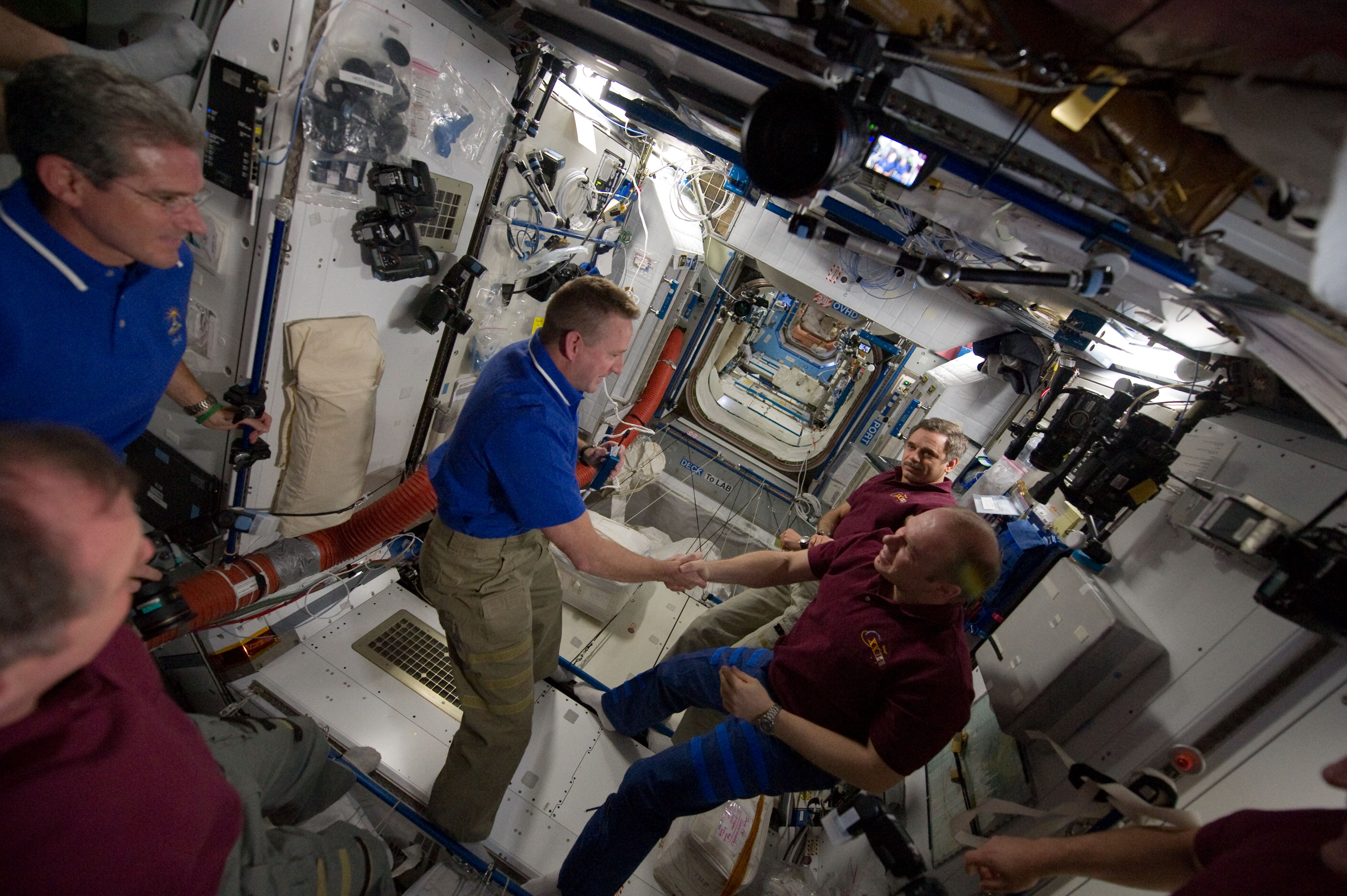
Екіпажі «Атлантіса» і МКС прощаються в модулі «Гармонія»

О 10:10 екіпажі шатла і МКС відповідали на запитання американських і японських кореспондентів.
О 11:47 командир шатла Кенет Хем повідомив, що всі роботи по перенесенню вантажів завершені. У загальній складності з кабіни «Атлантіса» на станцію було перенесено близько 994 кг. На Землю повертається 800 кг обладнання та експериментальних матеріалів. Загалом (всі вантажі в кабіні і в вантажному відсіку) на станцію було доставлено 13 тонн, на землю повернуто 3,7 тонн.

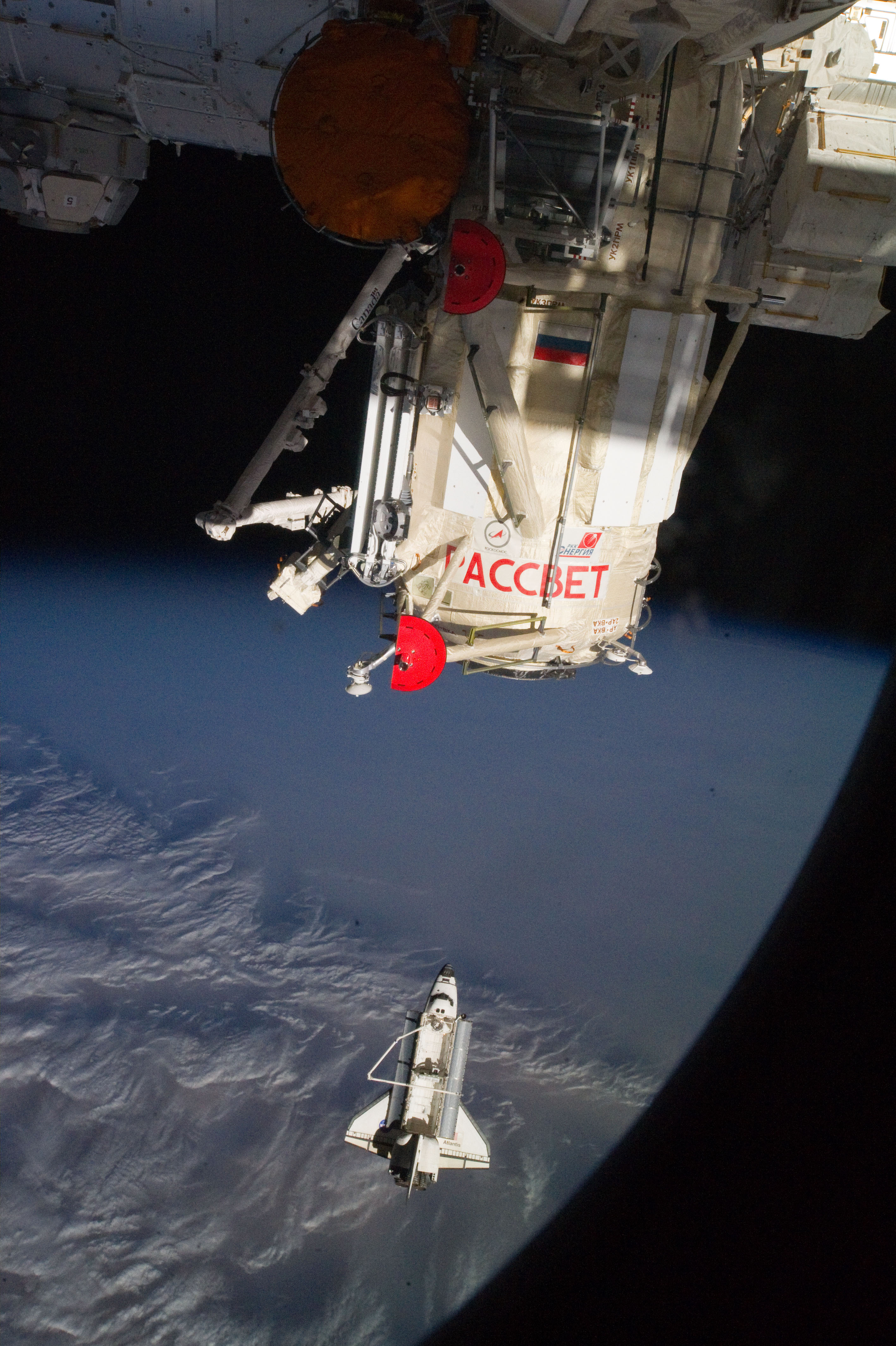
«Атлантіс» віддаляється від МКС

О 12:10 екіпажі шатла і МКС почали прощатися. Астронавти «Атлантіса» залишили МКС і повернулися на свої місця в шатлі. О 12:43 люк між шатлом і станцією був закритий. Загальний час спільної роботи екіпажів «Атлантіса» і МКС склало 6 діб 20 годин 25 хвилин.
У 15 годин комплекс шатл + МКС був розгорнутий на 180°.
Відстиковка шатлу «Атлантіс» від МКС відбулася о 15:22. У цей час Шатт л і станція пролітали над Індійським океаном, на південний захід Австралії. Загальний час в зістикованому стані склало 7 діб 0:54.
О 15:31 «Атлантіс» віддалився на 30 м від станції, швидкість видалення — 8 см/с. О 15:45 відстань між «Атлантисом» і МКС становило 120 м. О 15:47 під управлінням пілота Тоні Антонеллі «Атлантіс» почав традиційний кругової обліт МКС. О 15:55 «Атлантіс» перебуває на відстані 168 м від станції і пролітає над тихоокеанським узбережжям Мексики. О 16:00 «Атлантіс» перебуває над МКС. «Атлантіс» і станція пролітають над містами Техаса Сан-Антоніо, Остін і Даллас. Далі «Атлантіс» летить над Арканзасом, Міссурі, Іллінойсом, Огайо, озерами Ері і Онтаріо, на південний захід Торонто, південніше Оттави і північніше Монреаля. О 16:11 «Атлантіс» перебуває ззаду станції, відстань між ними — 213 м. О 16:22 «Атлантіс» перебуває під станцією. О 16:24 «Атлантіс» і станція пролітають над південно — західним узбережжям Франції. О 16:36 завершивши повний обліт станції, перебуває за курсом попереду станції.
О 16:38 включаються двигуни шатла і він іде від станції. О 16:51 «Атлантіс» перебуває на відстані 760 м від станції і віддаляється зі швидкістю 1,2 м/с.

### Одинадцятий день польоту
24 травня 4:50—20:20
Астронавти проводили обстеження теплозахисного покриття шатла. Обстеження почалося о 8:30 і тривало чотири години. О 12:56 подовжувач маніпулятора, з встановленими на ньому камерами, покладений у вантажному відсіку шатла. О 13:17 у вантажному відсіку також складний робот- маніпулятор.
Астронавти збирали і пакували обладнання та інструменти.
Прогноз погоди на час повернення «Атлантіса» — не сприятливий, очікуються дощі, що може викликати проблеми при приземленні.

### Дванадцятий день польоту
25 травня 4:20—20:20
Астронавти готуються до повернення на Землю. Вони перевіряють системи «Атлантіса», задіяні при приземленні, пакують обладнання в кабіні шатла.
З 12:20 астронавти розмовляли з кореспондентами американських телевізійних каналів: Colbert Повідомити, ABC Radio Network і WEWS-ТВ Клівленда.
Після аналізу зображень теплозахисного покриття шатла, оголошено, що пошкоджень не виявлено, «Атлантіс» готовий до безпечної посадки.
У середу (26 травня) «Атлантіс» має дві можливості для приземлення па посадковій смузі № 33 в Космічному центрі імені Кеннеді: о 12:48 (8:48 за часом східного узбережжя США) і о 14:22:
- 186-й виток, гальмування об 11:41, приземлення о 8:48
- 187-й виток, гальмування о 13:17, приземлення о 14:22.

Ймовірність сприятливою для приземлення погоди на мисі Канаверал оцінюється як 50 %. На 26 і 27 травня посадка планується тільки на мисі Канаверал. Якщо через несприятливі погодні умови, приземлення не відбудуться, то, починаючи з 28 травня, буде задіяний також запасний аеродром на військово — повітряній базі Едвардс в Каліфорнії.
Ресурсів «Атлантіса» достатньо для продовження польоту до суботи 29 травня.

### Тринадцятий день польоту
26 травня 4:20—12:48
О 7:45 прогноз погоди на час приземлення «Атлантіса» залишався досі не визначеним — 50 на 50. До 8 години погода покращилася, всі параметри в межах допустимого для приземлення.

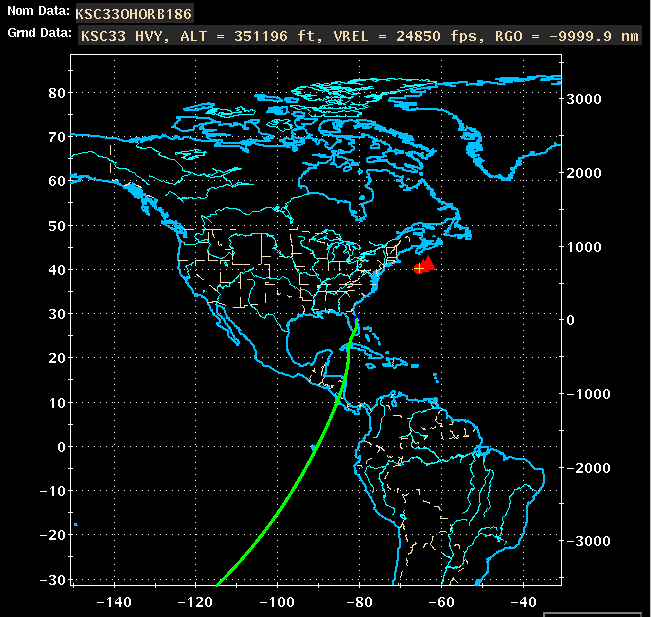
Траса приземлення «Атлантіса»

О 9:27 був закритий вантажний відсік шатлу.
10 годин, грозовий фронт перебуває в 105 км на північ космодрому. Погода в районі космодрому поліпшується, грозовий фронт розсіюється. О 11:7 офіційний прогноз підтвердив сприятливі умови для приземлення «Атлантіса» в запланований час — 12:48. Об 11:12 керівник польоту приймає рішення про приземлення «Атлантіса».
О 11:25 «Атлантіс» розгортається кормою вперед перед включенням двигунів на гальмування. О 11:42 включаються двигуни на гальмування. Двигуни пропрацювали 3 хвилини 5 секунд, «Атлантіс» сходить з орбіти. У цей час він пролітав над Індонезією. О 12:8 «Атлантіс» розвернувся кормою назад перед входом в атмосферу. О 12:16 «Атлантіс» входить у верхні шари атмосфери, його швидкість М 25, висота 121 км. «Атлантіс» рухається над Тихим океаном в напрямку південний захід — північний схід. О 12:27 «Атлантіс» на висоті 70 км пролітає над Галапагоськими островами. «Атлантіс» пролітає над Коста-Рикою, Нікарагуа, Гондурасом, Карибським морем. О 12:34 «Атлантіс» перебуває на висоті 55 км, на відстані 965 км від місця приземлення, його швидкість — 14 800 км/год. О 12:36 «Атлантіс» пролітає над Гаваною. О 12:37 «Атлантіс» перебуває на висоті 43 км, на відстані 428 км від місця приземлення, його швидкість — 7560 км/год. О 12:38 «Атлантіс» досяг Флориди. О 12:41 «Атлантіс» перебуває на висоті 26 км, на відстані 124 км від місця приземлення. О 12:44 командир корабля Кенет Хем переходить на ручне управління. «Атлантіс» перед заходом на посадку робить розворот на 320°.

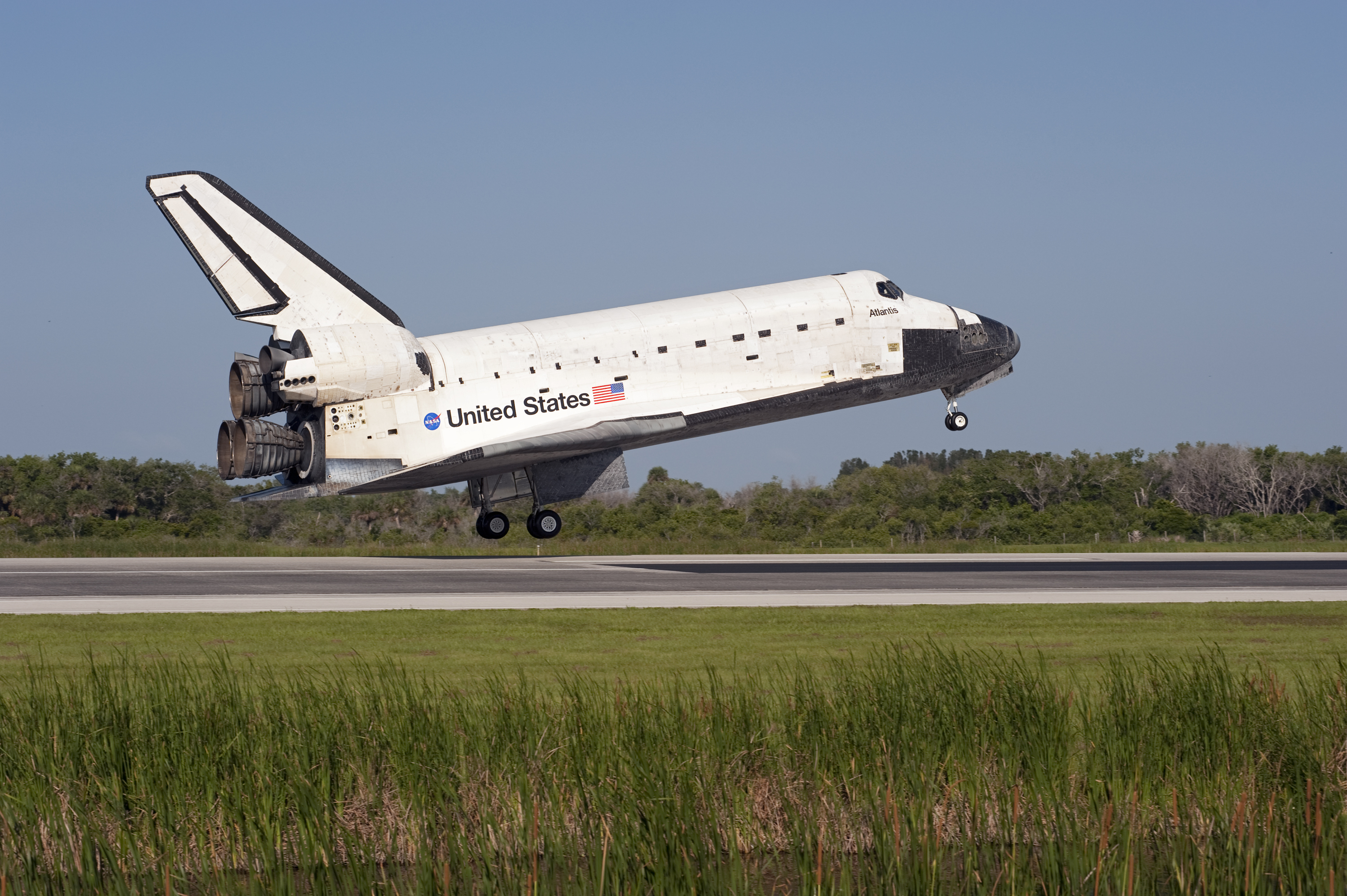
«Атлантіс» приземляється

О 12:48 за Гринвічем (8:48 за місцевим часом) «Атлантіс» успішно приземлився. О 13:40 астронавти Кенет Хем, Тоні Антонеллі, Гарретт Рейсман, Майкл Гуд, Стівен Боуен і Пірс Селлерс вийшли з шатла в спеціальний автобус, де вони пройшли перший медичний огляд після повернення на Землю. У 14 годин астронавти вийшли з автобуса і провели традиційний огляд свого корабля. Біля «Атлантіса» астронавтів вітали перший заступник директора НАСА Лорі Гарвер і директор Космічного центру імені Кеннеді Роберт Кабана.
При зльоті вага «Атлантіса» становив 119 тонн, при приземленні — 95 тонн.
Тривалість польоту склала 11 діб 18 годин 29 хвилин 9 секунд. «Атлантіс» здійснив 186 витків навколо Землі і подолав 7 850 000 км. Це був 132-й політ шатла, 32-й політ «Атлантіса», 34-й політ шатла за програмою МКС.

## Підсумки
Це передостанній із запланованих польотів шатла «Атлантіс». Загалом за 32 польоту «Атлантіс» провів 294 діб у космосі, 4648 разів облетів навколо Землі і подолав близько 193 млн км.
«Атлантіс» буде підтримуватися в готовності до польоту як порятунок для екіпажу шатла «Індевор» STS-134, політ якого має відбутися 19 квітня 2011 року. Для цього можливого екстреного польоту НАСА готує зовнішній паливний бак і два твердопаливних прискорювачі.